# Inventar der schützenswerten Ortsbilder der Schweiz
Das Bundesinventar der schützenswerten Ortsbilder von nationaler Bedeutung der Schweiz (kurz ISOS) ist eine die gesamte Schweiz abdeckende Bestandsaufnahme im Auftrag des Bundesamts für Kultur. Es stützt sich auf das Bundesgesetz vom 1. Juli 1966 über den Natur- und Heimatschutz (NHG; SR 451) und die Verordnung vom 16. Januar 1991 über den Natur- und Heimatschutz (NHV; SR 451.1) sowie die Verordnung vom 13. November 2019 über das Bundesinventar der schützenswerten Ortsbilder der Schweiz (VISOS; SR 451.12) und wird auf Kantonsebene bei der Raumplanung berücksichtigt; VISOS beinhaltet die aktuelle Liste der schützenswerten Ortsbilder von nationaler Bedeutung mit seit 1975 (Tersnaus) aufgenommenen Objekten.
Das ISOS unterscheidet zwischen Ortsbildern von lokaler, regionaler und nationaler Bedeutung, wobei das eigentliche Bundesinventar nur Ortsbilder von nationaler Bedeutung umfasst. Als Leitgedanke bei der Auswahl und Bewertung gilt, zitiert nach der ISOS-Website: «Ein Ort ist bestimmt durch das Verhältnis der Bauten untereinander, aber ebenso durch das Verhältnis zu dem, was ihn umgibt, zu den Wäldern und Wiesen, zur Landschaft.»
Das detaillierte Inventar wird, nach Kantonen gegliedert, in Buchform veröffentlicht. Mit Stand 2023 sind die Bände für 25 Kantone, mit Ausnahme des Kantons Graubünden, verfügbar. Die ISOS-Website präsentiert eine Liste der Ortsbilder von nationaler Bedeutung und stellt jeden Monat einen Ort ausführlich vor (Buchauszug als PDF).
Seit Februar 2012 ist das Inventar mit den 1266 ISOS-Ortsbilder (1265 ISOS-Ortsbilder per 23. Dezember 2024), auch in Form eines Punktinventars im Geoportal der Bundesverwaltung öffentlich zugänglich und als PDF je Objekt zum Herunterladen bereit.

## Liste der schützenswerten Ortsbilder von nationaler Bedeutung
Quelle: VISOS (SR 451.12) Stand: 1. Mai 2024

### Aargau
61 ISOS-Ortsbilder von nationaler Bedeutung im Kanton Aargau

Schützenswerte Ortsbilder des Kantons Aargau auf Wikimedia Commons

| Objekt                                | Typ                | ISOS- ID  | Aufnahme- jahr | Wikidata- ID    |
| ------------------------------------- | ------------------ | --------- | -------------- | --------------- |
| Aarau                                 | Stadt              | ISOS 0001 | 1986           | Q14274          |
| Aarburg                               | Kleinstadt         | ISOS 0002 | 1986           | Q64165          |
| Bad Schinznach (Schinznach-Bad)       | Spezialfall        | ISOS 0018 | 1986           | Q115793003      |
| Baden/Ennetbaden (Baden, Ennetbaden)  | Stadt              | ISOS 0019 | 1986           | Q63939 / Q64424 |
| Biberstein                            | Spezialfall        | ISOS 0032 | 1986           | Q64491          |
| Boswil                                | Dorf               | ISOS 0040 | 1986           | Q65222          |
| Böttstein                             | Spezialfall        | ISOS 0042 | 1986           | Q65002          |
| Bremgarten                            | Kleinstadt         | ISOS 0044 | 1985           | Q64139          |
| Brugg                                 | Stadt              | ISOS 0046 | 1986           | Q64099          |
| Elfingen                              | Dorf               | ISOS 0078 | 1986           | Q66291          |
| Endingen                              | Spezialfall        | ISOS 0079 | 1985           | Q69438          |
| Fahr, Kloster (Würenlos)              | Spezialfall        | ISOS 0083 | 1985           | Q356555         |
| Frick                                 | Verstädtertes Dorf | ISOS 0091 | 1985           | Q66617          |
| Hasli (Muri)                          | Weiler             | ISOS 0116 | 1985           | Q56254054       |
| Hellikon                              | Dorf               | ISOS 0120 | 1986           | Q66686          |
| Herznach                              | Dorf               | ISOS 0123 | 1985           | Q67338          |
| Hettenschwil (Leuggern)               | Weiler             | ISOS 0124 | 1986           | Q1616289        |
| Hornussen                             | Dorf               | ISOS 0133 | 1985           | Q66626          |
| Husen (Lengnau)                       | Weiler             | ISOS 0136 | 1986           | Q56254052       |
| Ittenthal                             | Dorf               | ISOS 0140 | 1985           | Q669400         |
| Jonen                                 | Dorf               | ISOS 0141 | 1986           | Q64957          |
| Kaiseraugst                           | Dorf               | ISOS 0143 | 1985           | Q69048          |
| Kaiserstuhl                           | Kleinstadt         | ISOS 0144 | 1985           | Q67094          |
| Kirchbözberg (Unterbözberg)           | Spezialfall        | ISOS 0151 | 1985           | Q56254163       |
| Kirchdorf (Obersiggenthal)            | Dorf               | ISOS 0152 | 1985           | Q56254057       |
| Klingnau                              | Kleinstadt         | ISOS 0156 | 1985           | Q67135          |
| Königsfelden (Windisch)               | Spezialfall        | ISOS 0159 | 1986           | Q675554         |
| Laufenburg                            | Kleinstadt         | ISOS 0165 | 1986           | Q69191          |
| Lengnau                               | Spezialfall        | ISOS 0170 | 1985           | Q69429          |
| Lenzburg                              | Kleinstadt         | ISOS 0171 | 1986           | Q69433          |
| Linn                                  | Dorf               | ISOS 0175 | 1985           | Q65457          |
| Mandach                               | Dorf               | ISOS 0179 | 1986           | Q66074          |
| Meisterschwanden                      | Spezialfall        | ISOS 0182 | 1986           | Q65316          |
| Mellingen                             | Kleinstadt         | ISOS 0184 | 1985           | Q64216          |
| Merenschwand                          | Dorf               | ISOS 0187 | 1985           | Q64755          |
| Oberflachs                            | Dorf               | ISOS 0219 | 1986           | Q66518          |
| Oberzeihen (Zeihen)                   | Weiler             | ISOS 0234 | 1985           | Q56250450       |
| Obschlagen/Litzi (Jonen)              | Weiler             | ISOS 0235 | 1986           | Q56254050       |
| Oetlikon (Würenlos)                   | Weiler             | ISOS 0238 | 1985           | Q1307448        |
| Rheinfelden                           | Kleinstadt         | ISOS 0251 | 1986           | Q269667         |
| Rupperswil, Fabrikanlage (Rupperswil) | Spezialfall        | ISOS 0264 | 1986           | Q56342185       |
| Schinznach-Dorf                       | Dorf               | ISOS 0275 | 1986           | Q66991          |
| Schöftland                            | Verstädtertes Dorf | ISOS 0279 | 1986           | Q65411          |
| Tegerfelden                           | Dorf               | ISOS 0306 | 1985           | Q64255          |
| Thalheim                              | Dorf               | ISOS 0309 | 1986           | Q65907          |
| Ueberthal (Oberbözberg)               | Weiler             | ISOS 0314 | 1985           | Q56254058       |
| Unterendingen                         | Dorf               | ISOS 0322 | 1985           | Q65897          |
| Veltheim                              | Dorf               | ISOS 0331 | 1986           | Q65142          |
| Villigen                              | Dorf               | ISOS 0332 | 1985           | Q65193          |
| Vogelsang (Lengnau)                   | Weiler             | ISOS 0337 | 1985           | Q56254053       |
| Wallbach                              | Dorf               | ISOS 0342 | 1986           | Q65909          |
| Wegenstetten                          | Dorf               | ISOS 0347 | 1986           | Q65889          |
| Wettingen, Limmatknie (Wettingen)     | Spezialfall        | ISOS 0351 | 1985           | Q133523803      |
| Wiggwil (Beinwil (Freiamt))           | Weiler             | ISOS 0354 | 1985           | Q56254048       |
| Wildegg (Möriken-Wildegg)             | Spezialfall        | ISOS 0357 | 1986           | Q56342147       |
| Winterschwil (Beinwil/Freiamt)        | Weiler             | ISOS 0361 | 1985           | Q56254049       |
| Wittnau                               | Dorf               | ISOS 0363 | 1985           | Q69058          |
| Wölflinswil                           | Dorf               | ISOS 0367 | 1985           | Q66442          |
| Würenlingen                           | Dorf               | ISOS 0368 | 1985           | Q64219          |
| Zofingen                              | Kleinstadt         | ISOS 0373 | 1986           | Q63986          |
| Zurzach                               | Kleinstadt/Flecken | ISOS 0376 | 1985           | Q65246908       |

### Appenzell Ausserrhoden
9 ISOS-Ortsbilder von nationaler Bedeutung im Kanton Appenzell Ausserrhoden

Schützenswerte Ortsbilder des Kantons Appenzell Ausserrhoden auf Wikimedia Commons

| Objekt               | Typ                | ISOS- ID  | Aufnahme- jahr | Wikidata- ID |
| -------------------- | ------------------ | --------- | -------------- | ------------ |
| Gais                 | Dorf               | ISOS 0402 | 2006           | Q67171       |
| Heiden               | Spezialfall        | ISOS 0409 | 2006           | Q68315       |
| Herisau              | Verstädtertes Dorf | ISOS 0410 | 2006           | Q63970       |
| Hundwil              | Dorf               | ISOS 0411 | 2006           | Q69652       |
| Schwänberg (Herisau) | Weiler             | ISOS 0425 | 2006           | Q56254417    |
| Schwellbrunn         | Dorf               | ISOS 0426 | 2006           | Q64622       |
| Tobel (Lutzenberg)   | Weiler             | ISOS 0433 | 2006           | Q56254418    |
| Trogen               | Dorf               | ISOS 0434 | 2000           | Q68189       |
| Urnäsch              | Dorf               | ISOS 0435 | 2006           | Q67168       |

### Appenzell Innerrhoden
2 ISOS-Ortsbilder von nationaler Bedeutung im Kanton Appenzell Innerrhoden

Schützenswerte Ortsbilder des Kantons Appenzell Innerrhoden auf Wikimedia Commons

| Objekt                   | Typ                | ISOS- ID  | Aufnahme- jahr | Wikidata- ID |
| ------------------------ | ------------------ | --------- | -------------- | ------------ |
| Appenzell                | Kleinstadt/Flecken | ISOS 0378 | 2007           | Q209270      |
| Schlatt (Schlatt-Haslen) | Dorf               | ISOS 0391 | 2006           | Q55966073    |

### Basel-Landschaft
33 ISOS-Ortsbilder von nationaler Bedeutung im Kanton Basel-Landschaft
Schützenswerte Ortsbilder des Kantons Basel-Landschaft auf Wikimedia Commons

| Objekt                                                        | Typ                | ISOS- ID  | Aufnahme- jahr | Wikidata- ID |
| ------------------------------------------------------------- | ------------------ | --------- | -------------- | ------------ |
| Allschwil                                                     | Dorf               | ISOS 1343 | 2008           | Q64727       |
| Angenstein (Duggingen)                                        | Spezialfall        | ISOS 1344 | 2008           | Q537748      |
| Anwil                                                         | Dorf               | ISOS 1345 | 2008           | Q66803       |
| Arisdorf                                                      | Dorf               | ISOS 1347 | 2008           | Q66564       |
| Arlesheim                                                     | Dorf               | ISOS 1348 | 2008           | Q581647      |
| Bennwil                                                       | Dorf               | ISOS 1354 | 2008           | Q64735       |
| Birsfelden, Kraftwerk (Birsfelden)                            | Spezialfall        | ISOS 6096 | 2009           | Q1786069     |
| Brüglingen (Münchenstein)                                     | Spezialfall        | ISOS 1363 | 2003           | Q996890      |
| Burg im Leimental                                             | Dorf               | ISOS 1366 | 2003           | Q70008       |
| Buus                                                          | Dorf               | ISOS 1367 | 2008           | Q66325       |
| Freidorf (Muttenz)                                            | Spezialfall        | ISOS 1374 | 2003           | Q1453914     |
| Gelterkinden                                                  | Verstädtertes Dorf | ISOS 1377 | 2008           | Q65936       |
| Itingen                                                       | Dorf               | ISOS 1384 | 2008           | Q66537       |
| Kilchberg                                                     | Dorf               | ISOS 1386 | 2008           | Q66811       |
| Laufen                                                        | Kleinstadt         | ISOS 1390 | 2003           | Q68363       |
| Lausen                                                        | Spezialfall        | ISOS 1391 | 2008           | Q66733       |
| Liestal                                                       | Kleinstadt         | ISOS 1396 | 2008           | Q68972       |
| Maisprach                                                     | Dorf               | ISOS 1398 | 2008           | Q66323       |
| Münchenstein                                                  | Verstädtertes Dorf | ISOS 1399 | 2008           | Q69030       |
| Muttenz                                                       | Verstädtertes Dorf | ISOS 1400 | 2008           | Q66191       |
| Oltingen                                                      | Dorf               | ISOS 1407 | 2008           | Q66095       |
| Pratteln                                                      | Verstädtertes Dorf | ISOS 1410 | 2008           | Q64679       |
| Röserental, Kulturlandschaft (Frenkendorf, Liestal, Pratteln) | Spezialfall        | ISOS 6058 | 2008           | Q56345455    |
| Rothenfluh                                                    | Dorf               | ISOS 1417 | 2008           | Q66801       |
| Rümlingen                                                     | Dorf               | ISOS 1418 | 2008           | Q67954       |
| Schöntal (Langenbruck)                                        | Spezialfall        | ISOS 1421 | 2008           | Q1414347     |
| Sissach                                                       | Verstädtertes Dorf | ISOS 1424 | 2008           | Q66554       |
| Waldenburg                                                    | Kleinstadt/Flecken | ISOS 1432 | 2008           | Q67092       |
| Wildenstein, Schlossanlage (Bubendorf)                        | Spezialfall        | ISOS 6059 | 2008           | Q683552      |
| Wenslingen                                                    | Dorf               | ISOS 1433 | 2008           | Q67024       |
| Wintersingen                                                  | Dorf               | ISOS 1434 | 2008           | Q66111       |
| Ziefen                                                        | Dorf               | ISOS 1437 | 2008           | Q64705       |
| Zwingen                                                       | Spezialfall        | ISOS 1439 | 2003           | Q66702       |

### Basel-Stadt
3 ISOS-Ortsbilder von nationaler Bedeutung im Kanton Basel-Stadt

Schützenswerte Ortsbilder des Kantons Basel-Stadt auf Wikimedia Commons

| Objekt                     | Typ                | ISOS- ID  | Aufnahme- jahr | Wikidata- ID |
| -------------------------- | ------------------ | --------- | -------------- | ------------ |
| Basel                      | Stadt              | ISOS 1440 | 2010           | Q78          |
| Riehen                     | Verstädtertes Dorf | ISOS 1443 | 2010           | Q5262        |
| St. Chrischona (Bettingen) | Spezialfall        | ISOS 1444 | 2009           | Q15240       |

### Bern
181 ISOS-Ortsbilder von nationaler Bedeutung im Kanton Bern

Schützenswerte Ortsbilder des Kantons Bern auf Wikimedia Commons

| Objekt                                              | Typ                | ISOS- ID                                      | Aufnahme- jahr | Wikidata- ID      |
| --------------------------------------------------- | ------------------ | --------------------------------------------- | -------------- | ----------------- |
| Aarberg                                             | Kleinstadt         | ISOS 0443                                     | 1995           | Q64113            |
| Aarwangen, Schloss / Schürhof (Aarwangen)           | Spezialfall        | ISOS 0445                                     | 2007           | Q265890           |
| Äckenmatt (Wahlern)                                 | Weiler             | ISOS 0450                                     | 1998           | Q56257555         |
| Adlemsried (Boltigen)                               | Weiler             | ISOS 0448                                     | 2005           | Q56256594         |
| Attiswil                                            | Dorf               | ISOS 0474                                     | 2007           | Q67257            |
| Balzenberg (Erlenbach im Simmental)                 | Weiler             | ISOS 0481                                     | 2005           | Q56256597         |
| Bangerten                                           | Dorf               | ISOS 0482                                     | 2009           | Q67445            |
| Bellelay (Saicourt)                                 | Spezialfall        | ISOS 0493                                     | 2005           | Q815893           |
| Bern                                                | Stadt              | ISOS 0499                                     | 2001           | Q70               |
| Biel/Bienne                                         | Stadt Ville        | ISOS 0503 (ISOS 10001) ISOS 0503 (ISOS 10002) | 1993           | Q1034             |
| Bigel (Hasle bei Burgdorf)                          | Weiler             | ISOS 0504                                     | 2009           | Q56256703         |
| Bipschal (Ligerz)                                   | Weiler             | ISOS 0507                                     | 1994           | Q56257352         |
| Bleienbach                                          | Dorf               | ISOS 0510                                     | 2007           | Q67606            |
| Blumenstein Kirche / Wäsemli / Eschli (Blumenstein) | Weiler             | ISOS 0512                                     | 2006           | Q19362537         |
| Boltigen                                            | Dorf               | ISOS 0519                                     | 2005           | Q65939            |
| Bönigen                                             | Dorf               | ISOS 0520                                     | 2006           | Q65502            |
| Breitenegg (Wynigen)                                | Weiler             | ISOS 0527                                     | 2009           | Q56257563         |
| Bremgarten bei Bern                                 | Spezialfall        | ISOS 0528                                     | 1999           | Q68185            |
| Brienz                                              | Verstädtertes Dorf | ISOS 0530                                     | 2006           | Q65268            |
| Brienzwiler                                         | Dorf               | ISOS 0531                                     | 2006           | Q65211            |
| Brittenwald (Oberburg)                              | Weiler             | ISOS 0532                                     | 2009           | Q56257357         |
| Brünigen (Meiringen)                                | Weiler             | ISOS 0536                                     | 2005           | Q56257356         |
| Büelikofen / Graben (Zollikofen)                    | Weiler             | ISOS 0545                                     | 1999           | Q1020575          |
| Bümpliz-Bethlehem (Bern)                            | Verstädtertes Dorf | ISOS 0548                                     | 2002           | Q1020746- Q822081 |
| Büren an der Aare                                   | Kleinstadt         | ISOS 0550                                     | 1994           | Q66360            |
| Büren zum Hof                                       | Dorf               | ISOS 0551                                     | 2009           | Q67554            |
| Burgdorf                                            | Stadt              | ISOS 0552                                     | 2009           | Q68311            |
| Bütikofen (Kirchberg)                               | Weiler             | ISOS 0558                                     | 2009           | Q56256704         |
| Cernil, Le / Chaux de Tramelan, La (Tramelan)       | Weiler             | ISOS 0564                                     | 2005           | Q56257574         |
| Champoz                                             | Dorf               | ISOS 0568                                     | 2006           | Q66938            |
| Châtelat (Petit-Val)                                | Dorf               | ISOS 0569                                     | 2005           | Q68612            |
| Chavannes (La Neuveville)                           | Weiler             | ISOS 0571                                     | 2006           | Q18630489         |
| Chlyrot (Untersteckholz)                            | Weiler             | ISOS 0573                                     | 2007           | Q56257349         |
| Cortébert                                           | Dorf               | ISOS 0580                                     | 2006           | Q69974            |
| Crémines                                            | Dorf               | ISOS 0583                                     | 2006           | Q68599            |
| Därstetten Kirche / Moos (Därstetten)               | Spezialfall        | ISOS 0585                                     | 2005           | Q133733390        |
| Deisswil bei Münchenbuchsee                         | Weiler             | ISOS 0586                                     | 2009           | Q67832            |
| Diemtigen                                           | Dorf               | ISOS 0590                                     | 2005           | Q65957            |
| Diesse                                              | Dorf               | ISOS 0592                                     | 2006           | Q66837            |
| Dürrenroth                                          | Dorf               | ISOS 0601                                     | 2008           | Q69819            |
| Elisried (Wahlern)                                  | Weiler             | ISOS 0610                                     | 1998           | Q56257556         |
| Epsach                                              | Dorf               | ISOS 0617                                     | 1995           | Q67371            |
| Erlach                                              | Kleinstadt         | ISOS 0619                                     | 1994           | Q69453            |
| Erlenbach im Simmental                              | Dorf               | ISOS 0620                                     | 2005           | Q66132            |
| Flüelen (Lützelflüh)                                | Weiler             | ISOS 0638                                     | 2008           | Q133733647        |
| Gals                                                | Dorf               | ISOS 0659                                     | 1995           | Q67241            |
| Gammen (Ferenbalm)                                  | Dorf               | ISOS 0661                                     | 1998           | Q56255594         |
| Gäserz (Brüttelen)                                  | Weiler             | ISOS 0666                                     | 1994           | Q15818774         |
| Gerzensee                                           | Dorf               | ISOS 0670                                     | 1999           | Q67014            |
| Giessbach, Hotel (Brienz)                           | Spezialfall        | ISOS 0671                                     | 2005           | Q98532706         |
| Gimmelwald (Lauterbrunnen)                          | Weiler             | ISOS 0673                                     | 2006           | Q1524782          |
| Goldbach (Hasle bei Burgdorf)                       | Dorf               | ISOS 0678                                     | 2009           | Q56255626         |
| Gottstatt (Orpund)                                  | Spezialfall        | ISOS 0684                                     | 1994           | Q677504           |
| Grandval                                            | Dorf               | ISOS 0689                                     | 2006           | Q67029            |
| Gsteig                                              | Dorf               | ISOS 0702                                     | 2006           | Q65753            |
| Gsteig bei Interlaken (Gsteigwiler / Wilderswil)    | Dorf               | ISOS 0703                                     | 2006           | Q133734492        |
| Guetisberg (Heimiswil)                              | Weiler             | ISOS 0705                                     | 2009           | Q56255595         |
| Guggisberg                                          | Dorf               | ISOS 0706                                     | 1998           | Q64969            |
| Gurtendörfli (Köniz)                                | Weiler             | ISOS 0715                                     | 1998           | Q56256705         |
| Hagneck, Elektrizitätswerk (Hagneck)                | Spezialfall        | ISOS 0723                                     | 1995           | Q29652125         |
| Halen, Siedlung (Kirchlindach)                      | Spezialfall        | ISOS 0724                                     | 1999           | Q1563609          |
| Hämlismatt (Arni)                                   | Weiler             | ISOS 0725                                     | 1999           | Q56256587         |
| Häutligen                                           | Dorf               | ISOS 0735                                     | 1999           | Q67768            |
| Herzogenbuchsee                                     | Verstädtertes Dorf | ISOS 0753                                     | 2007           | Q67499            |
| Herzwil (Köniz)                                     | Weiler             | ISOS 0754                                     | 1998           | Q1370879          |
| Hindelbank, Schloss (Hindelbank)                    | Spezialfall        | ISOS 0760                                     | 2009           | Q2241578          |
| Hofen (Wohlen bei Bern)                             | Weiler             | ISOS 0768                                     | 1998           | Q56257560         |
| Hofwil (Münchenbuchsee)                             | Spezialfall        | ISOS 0770                                     | 2009           | Q126096968        |
| Huttwil                                             | Kleinstadt/Flecken | ISOS 0781                                     | 2008           | Q69619            |
| Illiswil (Wohlen bei Bern)                          | Weiler             | ISOS 0784                                     | 1998           | Q56257561         |
| Ins                                                 | Dorf               | ISOS 0788                                     | 1995           | Q69487            |
| Interlaken (Interlaken / Unterseen)                 | Verstädtertes Dorf | ISOS 0789                                     | 2006           | Q68103            |
| Iseltwald                                           | Dorf               | ISOS 0791                                     | 2006           | Q64760            |
| Jerisberghof (Ferenbalm)                            | Weiler             | ISOS 0799                                     | 1998           | Q56256598         |
| Jolimontgut (Gals)                                  | Spezialfall        | ISOS 0800                                     | 1994           | Q19362590         |
| Kallnach, Elektrizitätswerk (Kallnach)              | Spezialfall        | ISOS 0804                                     | 1995           | Q1532415          |
| Kanderbrück (Frutigen)                              | Weiler             | ISOS 0805                                     | 2006           | Q56256701         |
| Kirchdorf                                           | Dorf               | ISOS 0821                                     | 1999           | Q65895            |
| Kleine Scheidegg (Lauterbrunnen)                    | Spezialfall        | ISOS 0826                                     | 2006           | Q869540           |
| Kleinhöchstetten (Rubigen)                          | Weiler             | ISOS 0827                                     | 1999           | Q56257482         |
| Landshut, Schloss (Utzenstorf)                      | Spezialfall        | ISOS 0845                                     | 2009           | Q452935           |
| Längenbach (Lauperswil)                             | Weiler             | ISOS 0846                                     | 2008           | Q56257350         |
| Langenthal                                          | Kleinstadt/Flecken | ISOS 0850                                     | 2007           | Q69726            |
| Langnau im Emmental                                 | Verstädtertes Dorf | ISOS 0851                                     | 2008           | Q66300            |
| Laupen                                              | Kleinstadt         | ISOS 0856                                     | 1999           | Q67112            |
| Leuzigen                                            | Dorf               | ISOS 0864                                     | 1994           | Q67376            |
| Liebewil (Köniz)                                    | Weiler             | ISOS 0865                                     | 1998           | Q56256706         |
| Ligerz                                              | Dorf               | ISOS 0866                                     | 1994           | Q69495            |
| Limpach                                             | Dorf               | ISOS 0867                                     | 2007           | Q67814            |
| Lindental (Vechigen)                                | Weiler             | ISOS 0871                                     | 1999           | Q56257559         |
| Lützelflüh                                          | Dorf               | ISOS 0881                                     | 2008           | Q67826            |
| Lyssach                                             | Dorf               | ISOS 0883                                     | 2009           | Q67593            |
| Meienried                                           | Spezialfall        | ISOS 0898                                     | 1994           | Q67422            |
| Meiniswil (Aarwangen)                               | Weiler             | ISOS 0901                                     | 2007           | Q56256586         |
| Meiringen                                           | Verstädtertes Dorf | ISOS 0902                                     | 2006           | Q64123            |
| Mengestorf (Köniz)                                  | Weiler             | ISOS 0904                                     | 1998           | Q1629251          |
| Moosaffoltern (Rapperswil)                          | Weiler             | ISOS 0919                                     | 1994           | Q56257480         |
| Möriswil (Wohlen bei Bern)                          | Weiler             | ISOS 0922                                     | 1998           | Q56257562         |
| Mötschwil                                           | Weiler             | ISOS 0927                                     | 2009           | Q67830            |
| Moutier                                             | Verstädtertes Dorf | ISOS 0929                                     | 2005           | Q67157            |
| Mühleberg, Kraftwerk (Mühleberg)                    | Spezialfall        | ISOS 0931                                     | 1998           | Q63412591         |
| Mülchi                                              | Dorf               | ISOS 0934                                     | 2009           | Q67579            |
| Münchenwiler                                        | Dorf               | ISOS 0940                                     | 1999           | Q659790           |
| Münsingen, Anstalt (Münsingen)                      | Spezialfall        | ISOS 0943                                     | 1999           | Q976078           |
| Neuveville, La                                      | Kleinstadt         | ISOS 0954                                     | 2006           | Q69476            |
| Nidau                                               | Kleinstadt         | ISOS 0955                                     | 1995           | Q13209            |
| Nidflue (Därstetten)                                | Weiler             | ISOS 0959                                     | 2005           | Q56256595         |
| Niederbottigen (Bern)                               | Weiler             | ISOS 0962                                     | 2001           | Q56256588         |
| Niederösch                                          | Dorf               | ISOS 0968                                     | 2009           | Q67652            |
| Nods                                                | Dorf               | ISOS 0976                                     | 2006           | Q67468            |
| Oberbipp                                            | Dorf               | ISOS 0983                                     | 2007           | Q70271            |
| Oberbütschel (Rüeggisberg)                          | Weiler             | ISOS 0986                                     | 1999           | Q56257484         |
| Oberdettigen (Wohlen bei Bern)                      | Weiler             | ISOS 0987                                     | 1998           | Q56257569         |
| Oberdiessbach                                       | Verstädtertes Dorf | ISOS 0988                                     | 1999           | Q67582            |
| Oberhofen am Thunersee                              | Verstädtertes Dorf | ISOS 0996                                     | 2006           | Q66611            |
| Oberösch                                            | Weiler             | ISOS 1003                                     | 2009           | Q67638            |
| Oberwil bei Büren                                   | Dorf               | ISOS 1015                                     | 1994           | Q67558            |
| Oberwil im Simmental                                | Dorf               | ISOS 1016                                     | 2005           | Q66778            |
| Ochlenberg                                          | Weiler             | ISOS 1019                                     | 2007           | Q67857            |
| Orvin                                               | Dorf               | ISOS 1026                                     | 2005           | Q67016            |
| Pfaffenried (Oberwil im Simmental)                  | Weiler             | ISOS 1034                                     | 2005           | Q56257478         |
| Ranflüh (Rüderswil, Lützelflüh)                     | Weiler             | ISOS 1047                                     | 2008           | Q56255596         |
| Reconvilier                                         | Verstädtertes Dorf | ISOS 1050                                     | 2005           | Q67249            |
| Renan                                               | Dorf               | ISOS 1055                                     | 2006           | Q517870           |
| Ried (Rüderswil)                                    | Weiler             | ISOS 1062                                     | 2008           | Q56257483         |
| Riedbach (Bern, Frauenkappelen)                     | Weiler             | ISOS 1065                                     | 2002           | Q56256590         |
| Riedern (Bern)                                      | Weiler             | ISOS 1066                                     | 2001           | Q56256589         |
| Riedtwil (Seeberg)                                  | Dorf               | ISOS 1068                                     | 2007           | Q56255598         |
| Ringgenberg                                         | Dorf               | ISOS 1071                                     | 2006           | Q66582            |
| Rohrbach                                            | Dorf               | ISOS 1077                                     | 2007           | Q70268            |
| Rohrmoos (Oberburg)                                 | Weiler             | ISOS 1079                                     | 2009           | Q56257358         |
| Rüderswil                                           | Dorf               | ISOS 1087                                     | 2008           | Q67644            |
| Rüeggisberg                                         | Dorf               | ISOS 1092                                     | 1999           | Q66387            |
| Rumendingen                                         | Dorf               | ISOS 1097                                     | 2009           | Q67794            |
| Rüti bei Büren                                      | Dorf               | ISOS 1106                                     | 1994           | Q11737            |
| Rybrügg / Hasli (Frutigen)                          | Spezialfall        | ISOS 1111                                     | 2006           | Q133633210        |
| Saanen                                              | Dorf               | ISOS 1113                                     | 2005           | Q66629            |
| Saint-Imier                                         | Verstädtertes Dorf | ISOS 1119                                     | 2005           | Q66390            |
| Sand, Im (Moosseedorf)                              | Spezialfall        | ISOS 1120                                     | 2009           | Q130318069        |
| Schufelbüel (Lützelflüh)                            | Weiler             | ISOS 1146                                     | 2008           | Q110925605        |
| Schwanden (Rüeggisberg)                             | Weiler             | ISOS 1152                                     | 1999           | Q56257485         |
| Schwanden (Schüpfen)                                | Weiler             | ISOS 1153                                     | 1994           | Q2253008          |
| Schwarzenburg (Wahlern)                             | Kleinstadt/Flecken | ISOS 1156                                     | 1998           | Q70708            |
| Seewil (Rapperswil)                                 | Dorf               | ISOS 1167                                     | 1994           | Q56255597         |
| Signau                                              | Dorf               | ISOS 1170                                     | 2008           | Q67289            |
| Siselen                                             | Dorf               | ISOS 1174                                     | 1995           | Q69877            |
| Souboz                                              | Dorf               | ISOS 1180                                     | 2005           | Q69868            |
| St. Johannsen (Gals)                                | Spezialfall        | ISOS 1188                                     | 1994           | Q5389716          |
| St. Petersinsel (Twann)                             | Spezialfall        | ISOS 1190                                     | 1994           | Q688542           |
| Sumiswald                                           | Dorf               | ISOS 1203                                     | 2008           | Q68167            |
| Taubenlochschlucht / Gorges de la Suze (Biel u. a.) | Spezialfall        | ISOS 0683 (ISOS 20001) ISOS 0683 (ISOS 20002) | 1994           | Q662837           |
| Tavannes                                            | Verstädtertes Dorf | ISOS 1210                                     | 2006           | Q67203            |
| Thun                                                | Stadt              | ISOS 1216                                     | 2006           | Q68978            |
| Trachselwald (Trachselwald, Lützelflüh)             | Dorf               | ISOS 1224                                     | 2008           | Q67086            |
| Trub                                                | Dorf               | ISOS 1229                                     | 2008           | Q67842            |
| Tüscherz (Twann-Alfermée)                           | Dorf               | ISOS 1234                                     | 1994           | Q56255610         |
| Twann                                               | Dorf               | ISOS 1235                                     | 1994           | Q652980           |
| Unterseen (Interlaken, Unterseen)                   | Kleinstadt         | ISOS 1244                                     | 2006           | Q67097            |
| Vinelz                                              | Dorf               | ISOS 1259                                     | 1995           | Q67084            |
| Vordere Chlapf (Gerzensee)                          | Weiler             | ISOS 1262                                     | 1999           | Q56256702         |
| Wäckerschwend (Ochlenberg)                          | Weiler             | ISOS 1266                                     | 2007           | Q56257479         |
| Waldau (Bern)                                       | Spezialfall        | ISOS 1271                                     | 2001           | Q124262263        |
| Waldhaus (Lützelflüh)                               | Weiler             | ISOS 1273                                     | 2008           | Q56257355         |
| Walperswil                                          | Dorf               | ISOS 1278                                     | 1995           | Q69926            |
| Wangen an der Aare                                  | Kleinstadt         | ISOS 1282                                     | 2007           | Q67536            |
| Wattenwil (Worb)                                    | Weiler             | ISOS 1288                                     | 1999           | Q55334364         |
| Weissenburg (Därstetten)                            | Spezialfall        | ISOS 1290                                     | 2006           | Q1601436          |
| Wiedlisbach                                         | Kleinstadt         | ISOS 1296                                     | 2007           | Q67133            |
| Wiggiswil                                           | Weiler             | ISOS 1298                                     | 2009           | Q67648            |
| Wilderswil                                          | Verstädtertes Dorf | ISOS 1300                                     | 2006           | Q69256            |
| Wiler (Därstetten)                                  | Weiler             | ISOS 1301                                     | 2006           | Q56256596         |
| Wiler (Sigriswil)                                   | Weiler             | ISOS 1303                                     | 2006           | Q56257557         |
| Wileroltigen                                        | Dorf               | ISOS 1305                                     | 1998           | Q66919            |
| Willadingen                                         | Dorf               | ISOS 1306                                     | 2009           | Q67404            |
| Wimmis                                              | Dorf               | ISOS 1308                                     | 2006           | Q65949            |
| Wingreis (Twann)                                    | Weiler             | ISOS 1310                                     | 1994           | Q56257558         |
| Winterswil (Schüpfen)                               | Weiler             | ISOS 1311                                     | 1994           | Q56257486         |
| Witenbach (Lauperswil)                              | Weiler             | ISOS 1313                                     | 2008           | Q56257351         |
| Wohlei (Frauenkappelen)                             | Weiler             | ISOS 1315                                     | 1998           | Q56256700         |
| Worbletal (Bolligen u. a.)                          | Spezialfall        | ISOS 1319                                     | 1999           | Q2593380          |
| Zimlisberg (Rapperswil)                             | Weiler             | ISOS 1334                                     | 1994           | Q56257481         |

### Freiburg
54 ISOS-Ortsbilder von nationaler Bedeutung im Kanton Freiburg

Schützenswerte Ortsbilder des Kantons Freiburg auf Wikimedia Commons

| Objekt                                        | Typ                | ISOS- ID  | Aufnahme- jahr | Wikidata- ID                    |
| --------------------------------------------- | ------------------ | --------- | -------------- | ------------------------------- |
| Barberêche / Petit et Grand Vivy (Barberêche) | Spezialfall        | ISOS 1720 | 2003           | Q4859635 / Q7178347 et Q5594202 |
| Bösingen                                      | Dorf               | ISOS 1455 | 2005           | Q67379                          |
| Bourguillon (Freiburg)                        | Spezialfall        | ISOS 1655 | 2003           | Q1021567                        |
| Broc-Fabrique (Broc)                          | Spezialfall        | ISOS 5939 | 1996           | Q56260953                       |
| Broc-Vieille Cure (Broc)                      | Spezialfall        | ISOS 5940 | 1996           | Q56260954                       |
| Bulle                                         | Kleinstadt         | ISOS 1604 | 2005           | Q68308                          |
| Bussy (Estavayer)                             | Dorf               | ISOS 1458 | 2004           | Q68595                          |
| Châtel-Saint-Denis                            | Kleinstadt         | ISOS 1773 | 1998           | Q69517                          |
| Chavannes-les-Forts (Siviriez)                | Dorf               | ISOS 1467 | 2004           | Q680843                         |
| Corbières                                     | Spezialfall        | ISOS 1608 | 1996           | Q67708                          |
| Cressier                                      | Dorf               | ISOS 1734 | 2003           | Q68558                          |
| Estavannens (Bas-Intyamon)                    | Dorf               | ISOS 1613 | 2004           | Q1369760                        |
| Estavayer-le-Lac (Estavayer)                  | Kleinstadt         | ISOS 1484 | 2004           | Q67516                          |
| Font (Estavayer, Cheyres-Châbles)             | Dorf               | ISOS 1491 | 2004           | Q429085                         |
| Freiburg/Fribourg                             | Stadt              | ISOS 1675 | 2004           | Q36378                          |
| Galmis (Düdingen)                             | Weiler             | ISOS 1497 | 2005           | Q56260873                       |
| Grandvillard                                  | Dorf               | ISOS 1615 | 2004           | Q66887                          |
| Granges-sur-Marly (Pierrafortscha)            | Weiler             | ISOS 1678 | 2004           | Q56260875                       |
| Gruyères                                      | Kleinstadt         | ISOS 1616 | 2005           | Q69600                          |
| Hauterive                                     | Spezialfall        | ISOS 1681 | 2004           | Q67300                          |
| Jaun                                          | Dorf               | ISOS 1620 | 1995           | Q66911                          |
| Jetschwil (Düdingen)                          | Weiler             | ISOS 1507 | 2005           | Q56260874                       |
| Kerzers                                       | Verstädtertes Dorf | ISOS 1744 | 2005           | Q69871                          |
| Lessoc (Haut-Intyamon)                        | Dorf               | ISOS 1621 | 1996           | Q665376                         |
| Lurtigen                                      | Dorf               | ISOS 1751 | 2005           | Q69895                          |
| Mézières                                      | Dorf               | ISOS 1517 | 2003           | Q70637                          |
| Montbovon (Haut-Intyamon)                     | Spezialfall        | ISOS 1625 | 1996           | Q1945652                        |
| Môtier (Haut-Vully)                           | Dorf               | ISOS 1755 | 2003           | Q56260977                       |
| Muntelier                                     | Dorf               | ISOS 1756 | 2005           | Q68665                          |
| Murten                                        | Kleinstadt         | ISOS 1758 | 2005           | Q68283                          |
| Neirivue (Haut-Intyamon)                      | Dorf               | ISOS 1628 | 1996           | Q1974957                        |
| Orsonnens (Villorsonnens)                     | Dorf               | ISOS 1536 | 2003           | Q1316201                        |
| Part Dieu, La (Gruyères)                      | Spezialfall        | ISOS 1630 | 1998           | Q2961290                        |
| Plaffeien (Oberschrot, Plaffeien)             | Dorf               | ISOS 1538 | 2005           | Q67798                          |
| Prayoud (Châtel-Saint-Denis)                  | Weiler             | ISOS 1786 | 1998           | Q56260877                       |
| Praz (Bas-Vully)                              | Dorf               | ISOS 1761 | 2003           | Q2108110                        |
| Promasens (Rue)                               | Dorf               | ISOS 1544 | 2003           | Q2112720                        |
| Richterwil (Bösingen)                         | Weiler             | ISOS 1548 | 2005           | Q56260872                       |
| Riedera, La (Le Mouret)                       | Weiler             | ISOS 1703 | 2004           | Q133700783                      |
| Romont                                        | Kleinstadt         | ISOS 1550 | 2004           | Q67103                          |
| Rue                                           | Kleinstadt         | ISOS 1551 | 2003           | Q70188                          |
| Rueyres-Treyfayes (Sâles)                     | Weiler             | ISOS 1638 | 2004           | Q1772578                        |
| Salvenach                                     | Dorf               | ISOS 1763 | 2005           | Q69902                          |
| Sensebrücke (Wünnewil-Flamatt)                | Spezialfall        | ISOS 1559 | 2005           | Q109502796                      |
| Torny-le-Petit (Torny)                        | Weiler             | ISOS 1572 | 2003           | Q21634349                       |
| Vallon de l’Arbogne (Montagny)                | Spezialfall        | ISOS 6291 | 2022           | Q133698861                      |
| Vallon du Gottéron (Freiburg)                 | Spezialfall        | ISOS 1711 | 2003           | Q133698031                      |
| Valsainte, La (Cerniat)                       | Spezialfall        | ISOS 1642 | 1998           | Q376486                         |
| Villarsel-sur-Marly                           | Weiler             | ISOS 1716 | 2004           | Q67356                          |
| Villars-sous-Mont (Bas-Intyamon)              | Dorf               | ISOS 1645 | 1996           | Q2526102                        |
| Villars-sur-Marly (Pierrafortscha)            | Weiler             | ISOS 1715 | 2004           | Q56260876                       |
| Villarvolard                                  | Dorf               | ISOS 1646 | 1996           | Q662286                         |
| Vuippens (Marsens)                            | Spezialfall        | ISOS 1648 | 1996           | Q2535226                        |
| Vuissens (Estavayer)                          | Dorf               | ISOS 1589 | 2004           | Q70002                          |

### Genf
20 ISOS-Ortsbilder von nationaler Bedeutung im Kanton Genf

Schützenswerte Ortsbilder des Kantons Genf auf Wikimedia Commons

| Objekt                                      | Typ         | ISOS- ID  | Aufnahme- jahr | Wikidata- ID |
| ------------------------------------------- | ----------- | --------- | -------------- | ------------ |
| Avanchets, Les (Vernier)                    | Spezialfall | ISOS 6283 | 2021           | Q3230747     |
| Avully                                      | Dorf        | ISOS 1802 | 2019           | Q69200       |
| Carouge                                     | Stadt       | ISOS 1812 | 2021           | Q69364       |
| Carre, Le (Meinier, Choulex)                | Weiler      | ISOS 1813 | 2019           | Q56261093    |
| Cartigny                                    | Dorf        | ISOS 1814 | 2019           | Q65531       |
| Céligny                                     | Dorf        | ISOS 1815 | 2019           | Q69410       |
| Dardagny                                    | Dorf        | ISOS 1834 | 2019           | Q69471       |
| Genève                                      | Stadt       | ISOS 1840 | 2021           | Q71          |
| Genthod                                     | Dorf        | ISOS 1841 | 2019           | Q48923       |
| Gradelle, La (Chêne-Bougeries)              | Dorf        | ISOS 6281 | 2019           | Q3209441     |
| Hermance                                    | Kleinstadt  | ISOS 1845 | 2019           | Q66200       |
| Jussy (Jussy, Gy, Meinier)                  | Dorf        | ISOS 1846 | 2019           | Q65538       |
| Landecy (Bardonnex)                         | Dorf        | ISOS 1848 | 2019           | Q3217042     |
| Lignon, Le (Vernier)                        | Spezialfall | ISOS 6282 | 2019           | Q1094320     |
| Malval (Dardagny)                           | Weiler      | ISOS 1852 | 2019           | Q3284662     |
| Mandement, Coteau du (Satigny)              | Spezialfall | ISOS 6280 | 2019           | Q133622574   |
| Pregny (Pregny-Chambésy, Le Grand-Saconnex) | Spezialfall | ISOS 1866 | 2019           | Q133573605   |
| Russin                                      | Dorf        | ISOS 1870 | 2019           | Q69826       |
| Sierne (Veyrier)                            | Weiler      | ISOS 1877 | 2019           | Q17347217    |
| Sionnet (Jussy, Meinier)                    | Weiler      | ISOS 1878 | 2019           | Q56261079    |

### Glarus
10 ISOS-Ortsbilder von nationaler Bedeutung im Kanton Glarus

Schützenswerte Ortsbilder des Kantons Glarus auf Wikimedia Commons

| Objekt                     | Typ                | ISOS- ID  | Aufnahme- jahr | Wikidata- ID |
| -------------------------- | ------------------ | --------- | -------------- | ------------ |
| Adlenbach (Luchsingen)     | Weiler             | ISOS 1890 | 1986           | Q56259577    |
| Diesbach                   | Dorf               | ISOS 1896 | 1992           | Q689492      |
| Elm                        | Dorf               | ISOS 1897 | 1988           | Q661631      |
| Ennenda                    | Verstädtertes Dorf | ISOS 1899 | 1989           | Q659434      |
| Glarus                     | Stadt              | ISOS 1902 | 1989           | Q63912       |
| Mollis                     | Dorf               | ISOS 1911 | 1990           | Q644055      |
| Näfels                     | Verstädtertes Dorf | ISOS 1914 | 1990           | Q182806      |
| Rüti                       | Dorf               | ISOS 1921 | 1988           | Q660067      |
| Steinibach (Elm)           | Weiler             | ISOS 1925 | 1992           | Q56259578    |
| Ziegelbrücke (Niederurnen) | Spezialfall        | ISOS 1928 | 1989           | Q198581      |

### Graubünden
109 ISOS-Ortsbilder von nationaler Bedeutung im Kanton Graubünden

Schützenswerte Ortsbilder des Kantons Graubünden auf Wikimedia Commons

| Objekt                                                                                         | Typ                | ISOS- ID  | Aufnahme- jahr | Wikidata- ID |
| ---------------------------------------------------------------------------------------------- | ------------------ | --------- | -------------- | ------------ |
| Almens (Domleschg)                                                                             | Dorf               | ISOS 1934 | 2019           | Q64226       |
| Alvaneu (Albula/Alvra)                                                                         | Dorf               | ISOS 1935 | 2021           | Q64229       |
| Alvaschein (Albula/Alvra)                                                                      | Dorf               | ISOS 1937 | 2021           | Q64319       |
| Andeer                                                                                         | Dorf               | ISOS 1938 | 2019           | Q64359       |
| Ardez (Scuol)                                                                                  | Dorf               | ISOS 1943 | 2020           | Q64338       |
| Augio (Rossa)                                                                                  | Dorf               | ISOS 1946 | 1994           | Q3629532     |
| Bergün/Bravuogn (Bergün Filisur)                                                               | Dorf               | ISOS 1950 | 2020           | Q68319       |
| Bever                                                                                          | Dorf               | ISOS 1951 | 2019           | Q69121       |
| Bodio/Cauco (Cauco)                                                                            | Dorf               | ISOS 1953 | 1994           | Q65708       |
| Bondo (Bregaglia)                                                                              | Dorf               | ISOS 6292 | 2021           | Q660482      |
| Borgonovo (Bregaglia)                                                                          | Dorf               | ISOS 2320 | 2021           | Q13100491    |
| Braggio con Aira, Mezzana, Miaddi, Oer, Refontana, Stabbio (Braggio)                           | Dorf               | ISOS 1956 | 1994           | Q67286       |
| Brün (Valendas)                                                                                | Weiler             | ISOS 1960 | 1980           | Q56307510    |
| Calfreisen (Arosa)                                                                             | Weiler             | ISOS 1966 | 2019           | Q65172       |
| Cantone (Poschiavo)                                                                            | Weiler             | ISOS 1977 | 2021           | Q5033986     |
| Castasegna (Bregaglia)                                                                         | Dorf               | ISOS 2322 | 2021           | Q661499      |
| Castrisch                                                                                      | Dorf               | ISOS 1983 | 1980           | Q65656       |
| Cavaione (Brusio)                                                                              | Weiler             | ISOS 1984 | 2020           | Q5054738     |
| Cavardiras (Disentis/Mustér)                                                                   | Weiler             | ISOS 1985 | 1980           | Q173969      |
| Chur                                                                                           | Stadt              | ISOS 1991 | 2020           | Q69007       |
| Cinuos-chel (S-chanf)                                                                          | Weiler             | ISOS 1993 | 2019           | Q1092598     |
| Coltura (Bregaglia)                                                                            | Weiler             | ISOS 2323 | 2021           | Q5149497     |
| Curaglia (Medel (Lucmagn))                                                                     | Dorf               | ISOS 2008 | 1980           | Q56294129    |
| Degen/Igels                                                                                    | Dorf               | ISOS 2019 | 1985           | Q64933       |
| Disla (Disentis/Mustér)                                                                        | Weiler             | ISOS 2023 | 1980           | Q56307888    |
| Dörfji/Schmitten (Arosa (Sapün))                                                               | Spezialfall        | ISOS 2204 | 2019           | Q2224130     |
| Dusch (Domleschg)                                                                              | Spezialfall        | ISOS 6284 | 2019           | Q99437732    |
| Duvin                                                                                          | Dorf               | ISOS 2026 | 1985           | Q65669       |
| Fideris                                                                                        | Dorf               | ISOS 2036 | 1990           | Q64643       |
| Filisur (Bergün Filisur)                                                                       | Dorf               | ISOS 2037 | 2020           | Q66214       |
| Fläsch                                                                                         | Dorf               | ISOS 2038 | 2021           | Q65386       |
| Fürstenau                                                                                      | Kleinstadt/Flecken | ISOS 2049 | 2019           | Q64805       |
| Grono con Pont del Ram e San Clemente (Grono)                                                  | Dorf               | ISOS 2057 | 1994           | Q66181       |
| Grüsch/Schmitten (Grüsch, Seewis im Prättigau)                                                 | Dorf               | ISOS 2058 | 1988           | Q64635       |
| Guarda (Scuol)                                                                                 | Dorf               | ISOS 2059 | 2020           | Q65110       |
| Haldenstein                                                                                    | Dorf               | ISOS 2060 | 2019           | Q66606       |
| Ilanz                                                                                          | Kleinstadt         | ISOS 2063 | 1980           | Q64213       |
| Jenins                                                                                         | Dorf               | ISOS 2066 | 2021           | Q65404       |
| Küblis                                                                                         | Spezialfall        | ISOS 2071 | 1990           | Q64639       |
| Landarenca (Arvigo)                                                                            | Weiler             | ISOS 2075 | 1994           | Q689526      |
| Latsch (Bergün Filisur)                                                                        | Weiler             | ISOS 2080 | 2020           | Q1807025     |
| Lavin (Zernez)                                                                                 | Dorf               | ISOS 2081 | 2020           | Q65557       |
| Lohn                                                                                           | Dorf               | ISOS 2086 | 2019           | Q66694       |
| Lumbrein                                                                                       | Dorf               | ISOS 2090 | 1985           | Q65718       |
| Luven                                                                                          | Dorf               | ISOS 2093 | 1980           | Q66881       |
| Luzein                                                                                         | Dorf               | ISOS 2094 | 1994           | Q65296       |
| Maienfeld                                                                                      | Kleinstadt         | ISOS 2096 | 2021           | Q64178       |
| Malans                                                                                         | Dorf               | ISOS 2099 | 2021           | Q69053       |
| Medergen (Arosa)                                                                               | Spezialfall        | ISOS 2108 | 2019           | Q1916095     |
| Mesocco                                                                                        | Dorf               | ISOS 2110 | 1994           | Q64617       |
| Miralago (Brusio, Poschiavo)                                                                   | Spezialfall        | ISOS 2111 | 2020           | Q688724      |
| Mon (Albula/Alvra)                                                                             | Spezialfall        | ISOS 2117 | 2021           | Q65361       |
| Monstein (Davos)                                                                               | Dorf               | ISOS 2119 | 1986           | Q1111800     |
| Mulegns (Surses)                                                                               | Dorf               | ISOS 2123 | 2021           | Q65706       |
| Müstair (Val Müstair)                                                                          | Verstädtertes Dorf | ISOS 2125 | 2020           | Q1959393     |
| Obermutten (Thusis)                                                                            | Weiler             | ISOS 2130 | 2019           | Q2010449     |
| Pignia (Andeer)                                                                                | Dorf               | ISOS 2146 | 2019           | Q669488      |
| Pontresina                                                                                     | Spezialfall        | ISOS 2153 | 2019           | Q69259       |
| Poschiavo                                                                                      | Verstädtertes Dorf | ISOS 2155 | 2021           | Q69503       |
| Präz (Cazis)                                                                                   | Dorf               | ISOS 2159 | 2019           | Q659907      |
| Promontogno (Bregaglia)                                                                        | Dorf               | ISOS 2326 | 2022           | Q7249857     |
| Punt, La (La Punt Chamues-ch)                                                                  | Spezialfall        | ISOS 2161 | 2019           | Q133572181   |
| Putz (Luzein)                                                                                  | Weiler             | ISOS 2163 | 1990           | Q2119345     |
| Reichenau (Tamins u. a.)                                                                       | Spezialfall        | ISOS 2171 | 2019           | Q502716      |
| Reischen (Zillis-Reischen)                                                                     | Weiler             | ISOS 2172 | 2019           | Q27955065    |
| Riom (Surses)                                                                                  | Dorf               | ISOS 2176 | 2021           | Q15842521    |
| Rossa                                                                                          | Dorf               | ISOS 2181 | 1994           | Q66809       |
| Roveredo con Ai Rogg, Beffeno, Carasole, Guerra, Mot, Rugno, San Fedele, San Giulio (Roveredo) | Verstädtertes Dorf | ISOS 2183 | 1994           | Q64912       |
| Sagogn                                                                                         | Dorf               | ISOS 2193 | 1980           | Q65684       |
| Salouf (Surses)                                                                                | Dorf               | ISOS 2194 | 2021           | Q67032       |
| Samedan                                                                                        | Verstädtertes Dorf | ISOS 2195 | 2019           | Q69085       |
| San Vittore                                                                                    | Dorf               | ISOS 2199 | 1994           | Q65687       |
| Santa Maria in Calanca                                                                         | Dorf               | ISOS 2203 | 1994           | Q65569       |
| Santa Maria Val Müstair (Val Müstair)                                                          | Dorf               | ISOS 2202 | 2020           | Q659972      |
| S-chanf                                                                                        | Dorf               | ISOS 2188 | 2019           | Q65552       |
| Scharans                                                                                       | Dorf               | ISOS 2209 | 2019           | Q64342       |
| Schlans                                                                                        | Dorf               | ISOS 2213 | 1981           | Q660047      |
| Schloss Sins (Domleschg)                                                                       | Spezialfall        | ISOS 6285 | 2019           | Q2242877     |
| Schmitten                                                                                      | Dorf               | ISOS 2215 | 2020           | Q65399       |
| Scuol                                                                                          | Verstädtertes Dorf | ISOS 2218 | 2020           | Q69079       |
| Seewis im Prättigau                                                                            | Dorf               | ISOS 2220 | 1986           | Q64748       |
| Segnes (Disentis/Mustér)                                                                       | Dorf               | ISOS 2221 | 1980           | Q2266162     |
| Sent (Scuol)                                                                                   | Dorf               | ISOS 2225 | 2020           | Q69709       |
| Sils im Domleschg                                                                              | Verstädtertes Dorf | ISOS 2231 | 2019           | Q65069       |
| Soazza                                                                                         | Dorf               | ISOS 2234 | 1994           | Q65711       |
| Soglio (Bregaglia)                                                                             | Dorf               | ISOS 2328 | 2021           | Q688511      |
| Splügen (Rheinwald)                                                                            | Dorf               | ISOS 2237 | 2019           | Q64195       |
| St. Luzisteig, Alte Zollstation (Fläsch/Maienfeld)                                             | Spezialfall        | ISOS 6289 | 2021           | Q133572018   |
| Stampa (Bregaglia)                                                                             | Dorf               | ISOS 2330 | 2021           | Q688507      |
| Strassberg (Arosa)                                                                             | Spezialfall        | ISOS 2248 | 2019           | Q1571902     |
| Stugl/Stuls (Bergün Filisur)                                                                   | Weiler             | ISOS 2249 | 2020           | Q2358932     |
| Somvix                                                                                         | Dorf               | ISOS 2251 | 1980           | Q64942       |
| Sur En (Scuol)                                                                                 | Weiler             | ISOS 2253 | 2020           | Q1489230     |
| Tamins                                                                                         | Dorf               | ISOS 2264 | 2019           | Q64740       |
| Tarasp (Scuol)                                                                                 | Spezialfall        | ISOS 2265 | 2020           | Q68372       |
| Tarasp, Kurhaus (Scuol)                                                                        | Spezialfall        | ISOS 6286 | 2020           | Q29521603    |
| Tersnaus                                                                                       | Dorf               | ISOS 2269 | 1975           | Q1651737     |
| Tiefencastel (Albula/Alvra)                                                                    | Dorf               | ISOS 2271 | 2021           | Q64328       |
| Trun                                                                                           | Verstädtertes Dorf | ISOS 2277 | 1981           | Q64951       |
| Tschlin (Valsot)                                                                               | Dorf               | ISOS 2283 | 2020           | Q65083       |
| Valendas                                                                                       | Dorf               | ISOS 2295 | 1980           | Q65549       |
| Villa                                                                                          | Dorf               | ISOS 2300 | 1985           | Q65395       |
| Vicosoprano (Bregaglia)                                                                        | Dorf               | ISOS 2331 | 2021           | Q660433      |
| Vnà (Valsot)                                                                                   | Dorf               | ISOS 2305 | 2020           | Q692724      |
| Vrin                                                                                           | Dorf               | ISOS 2306 | 1985           | Q659856      |
| Waltensburg                                                                                    | Dorf               | ISOS 2309 | 1981           | Q64559       |
| Zernez                                                                                         | Verstädtertes Dorf | ISOS 2313 | 2020           | Q64609       |
| Zillis (Zillis-Reischen)                                                                       | Dorf               | ISOS 2315 | 2019           | Q27943319    |
| Zuoz                                                                                           | Dorf               | ISOS 2318 | 2019           | Q66184       |

### Jura
31 ISOS-Ortsbilder von nationaler Bedeutung im Kanton Jura

Schützenswerte Ortsbilder des Kantons Jura auf Wikimedia Commons

| Objekt                               | Typ                | ISOS- ID  | Aufnahme- jahr | Wikidata- ID |
| ------------------------------------ | ------------------ | --------- | -------------- | ------------ |
| Alle                                 | Dorf               | ISOS 2332 | 2009           | Q25333       |
| Beurnevésin                          | Dorf               | ISOS 2338 | 2009           | Q67869       |
| Bonfol                               | Dorf               | ISOS 2343 | 2010           | Q67993       |
| Bosse, La (Le Bémont)                | Weiler             | ISOS 2344 | 2010           | Q56260854    |
| Bourrignon                           | Dorf               | ISOS 2345 | 2010           | Q70063       |
| Cerlatez, Les (Saignelégier)         | Weiler             | ISOS 2350 | 2010           | Q56260978    |
| Charmoille (La Baroche)              | Dorf               | ISOS 2352 | 2010           | Q668749      |
| Chaux-des-Breuleux, La               | Weiler             | ISOS 2354 | 2010           | Q70409       |
| Chevenez (Haute-Ajoie)               | Dorf               | ISOS 2355 | 2010           | Q671032      |
| Choindez (Courrendlin)               | Spezialfall        | ISOS 2356 | 2010           | Q2964344     |
| Coeuve                               | Dorf               | ISOS 2357 | 2010           | Q68821       |
| Cornol                               | Dorf               | ISOS 2359 | 2010           | Q68819       |
| Courcelon (Courroux)                 | Weiler             | ISOS 2360 | 2010           | Q1137654     |
| Delémont                             | Stadt              | ISOS 2373 | 2009           | Q63896       |
| Enfers, Les                          | Dorf               | ISOS 2379 | 2010           | Q70411       |
| Fahy                                 | Dorf               | ISOS 2382 | 2010           | Q67959       |
| Löwenburg (Pleigne)                  | Spezialfall        | ISOS 2394 | 2010           | Q56260966    |
| Miécourt (La Baroche)                | Dorf               | ISOS 2399 | 2010           | Q668794      |
| Montenol (Clos du Doubs)             | Weiler             | ISOS 2402 | 2010           | Q668683      |
| Montignez (Basse-Allaine)            | Dorf               | ISOS 2405 | 2010           | Q668705      |
| Muriaux                              | Dorf               | ISOS 2410 | 2010           | Q68506       |
| Noirmont, Le                         | verstädtertes Dorf | ISOS 2411 | 2010           | Q68522       |
| Peuchapatte, Le (Muriaux)            | Weiler             | ISOS 2415 | 2010           | Q668672      |
| Pleujouse (La Baroche)               | Spezialfall        | ISOS 2417 | 2010           | Q175227      |
| Pommerats, Les (Saignelégier)        | Dorf               | ISOS 2418 | 2010           | Q690131      |
| Porrentruy                           | Dorf               | ISOS 2419 | 2010           | Q68256       |
| Rocourt                              | Dorf               | ISOS 2427 | 2010           | Q67978       |
| Saignelégier                         | Verstädtertes Dorf | ISOS 2430 | 2009           | Q67666       |
| Saint-Ursanne (Clos du Doubs)        | Kleinstadt         | ISOS 2432 | 2010           | Q661799      |
| Soulce                               | Dorf               | ISOS 2438 | 2010           | Q70399       |
| Undervelier, Cluses de (Undervelier) | Spezialfall        | ISOS 6186 | 2009           | Q133571660   |

### Luzern
32 ISOS-Ortsbilder von nationaler Bedeutung im Kanton Luzern

Schützenswerte Ortsbilder des Kantons Luzern auf Wikimedia Commons

| Objekt                                        | Typ                | ISOS- ID  | Aufnahme- jahr | Wikidata- ID |
| --------------------------------------------- | ------------------ | --------- | -------------- | ------------ |
| Altishofen                                    | Dorf               | ISOS 2451 | 2005           | Q14586       |
| Beromünster                                   | Kleinstadt/Flecken | ISOS 2457 | 2005           | Q7146        |
| Blatten (Malters)                             | Weiler             | ISOS 2458 | 2005           | Q56273292    |
| Buttisholz                                    | Dorf               | ISOS 2465 | 2005           | Q7132        |
| Dierikon                                      | Weiler             | ISOS 2469 | 2005           | Q14565       |
| Dottenberg (Adligenswil)                      | Weiler             | ISOS 2471 | 2005           | Q56273289    |
| Ermensee                                      | Dorf               | ISOS 2484 | 2005           | Q7115        |
| Escholzmatt                                   | Dorf               | ISOS 2486 | 2005           | Q66908       |
| Geiss (Menznau)                               | Weiler             | ISOS 2492 | 2005           | Q1426021     |
| Greppen                                       | Dorf               | ISOS 2499 | 2005           | Q14568       |
| Heidegg, Schloss (Gelfingen)                  | Spezialfall        | ISOS 6027 | 2005           | Q1534495     |
| Heiligkreuz (Hasle)                           | Spezialfall        | ISOS 2506 | 2005           | Q107762053   |
| Hergiswald (Kriens)                           | Spezialfall        | ISOS 2508 | 2005           | Q55284644    |
| Hitzkirch                                     | Dorf               | ISOS 2512 | 2005           | Q7114        |
| Hohenrain                                     | Spezialfall        | ISOS 2514 | 2005           | Q7109        |
| Kastelen, Kulturlandschaft (Alberswil, u. a.) | Spezialfall        | ISOS 2449 | 2005           | Q56373214    |
| Kirchbühl (Sempach)                           | Weiler             | ISOS 2523 | 2005           | Q56273294    |
| Krummbach (Geuensee)                          | Weiler             | ISOS 2528 | 2005           | Q56273291    |
| Luthern                                       | Dorf               | ISOS 2534 | 2005           | Q14605       |
| Luzern                                        | Stadt              | ISOS 2536 | 2005           | Q4191        |
| Marbach                                       | Dorf               | ISOS 2538 | 2005           | Q67493       |
| Mauensee                                      | Spezialfall        | ISOS 2542 | 2005           | Q7136        |
| Meggen, Villenlandschaft (Meggen)             | Spezialfall        | ISOS 2453 | 2005           | Q133558559   |
| Perlen (Buchrain/Root)                        | Spezialfall        | ISOS 2567 | 2005           | Q99437742    |
| Richensee (Hitzkirch)                         | Spezialfall        | ISOS 2578 | 2005           | Q2151095     |
| Ruswil                                        | Dorf               | ISOS 2593 | 2005           | Q7124        |
| Seewagen (Ettiswil)                           | Weiler             | ISOS 2604 | 2005           | Q56273290    |
| Sempach                                       | Kleinstadt/Flecken | ISOS 2605 | 2005           | Q7151        |
| St. Urban (Pfaffnau)                          | Spezialfall        | ISOS 2609 | 2005           | Q130388538   |
| Sursee                                        | Kleinstadt/Flecken | ISOS 2614 | 2005           | Q7123        |
| Werthenstein (Werthenstein, Ruswil)           | Spezialfall        | ISOS 2625 | 2005           | Q14562       |
| Willisau                                      | Kleinstadt/Flecken | ISOS 2630 | 2000           | Q14627       |

### Neuenburg
29 ISOS-Ortsbilder von nationaler Bedeutung im Kanton Neuenburg

Schützenswerte Ortsbilder des Kantons Neuenburg auf Wikimedia Commons

| Objekt                             | Typ                | ISOS- ID  | Aufnahme- jahr | Wikidata- ID |
| ---------------------------------- | ------------------ | --------- | -------------- | ------------ |
| Areuse (Boudry, Colombier)         | Spezialfall        | ISOS 6082 | 2008           | Q20977813    |
| Auvernier                          | Dorf               | ISOS 2637 | 2007           | Q70385       |
| Borcarderie, La (Valangin)         | Spezialfall        | ISOS 2642 | 2008           | Q29786058    |
| Boudry                             | Kleinstadt         | ISOS 2644 | 2008           | Q69507       |
| Brenets, Les                       | Verstädtertes Dorf | ISOS 2646 | 2008           | Q68703       |
| Bussy/Sorgereux, Le (Valangin)     | Spezialfall        | ISOS 2650 | 2008           | Q29786057    |
| Buttes                             | Dorf               | ISOS 2651 | 2008           | Q689954      |
| Chaux-de-Fonds, La                 | Stadt              | ISOS 2655 | 2007           | Q68124       |
| Cité Martini (Marin-Epagnier)      | Spezialfall        | ISOS 2660 | 2008           | Q56261039    |
| Colombier                          | verstädtertes Dorf | ISOS 2664 | 2007           | Q70339       |
| Corcelles (Corcelles-Cormondrèche) | Dorf               | ISOS 2666 | 2008           | Q56260999    |
| Cortaillod                         | Dorf               | ISOS 2669 | 2007           | Q70308       |
| Couvet (Val-de-Travers)            | Verstädtertes Dorf | ISOS 2672 | 2008           | Q688493      |
| Cressier                           | Dorf               | ISOS 2673 | 2007           | Q70139       |
| Dombresson                         | Dorf               | ISOS 2674 | 2008           | Q70459       |
| Fleurier                           | Verstädtertes Dorf | ISOS 2679 | 2008           | Q628354      |
| Grandchamp (Boudry)                | Spezialfall        | ISOS 2685 | 2008           | Q56260994    |
| Landeron, Le                       | Kleinstadt         | ISOS 2690 | 2007           | Q70204       |
| Locle, Le                          | Stadt              | ISOS 2692 | 2007           | Q64093       |
| Montmirail (Thielle-Wavre)         | Spezialfall        | ISOS 2697 | 2007           | Q29785958    |
| Môtiers                            | Dorf               | ISOS 2699 | 2008           | Q689691      |
| Neuchâtel                          | Stadt              | ISOS 2700 | 2008           | Q69345       |
| Préfargier (Marin-Epagnier)        | Spezialfall        | ISOS 6089 | 2008           | Q29522979    |
| Sagne, La                          | Dorf               | ISOS 2707 | 2008           | Q68532       |
| Saint-Blaise                       | Verstädtertes Dorf | ISOS 2710 | 2007           | Q70424       |
| Travers                            | Verstädtertes Dorf | ISOS 2716 | 2008           | Q689961      |
| Trois-Rods (Boudry)                | Spezialfall        | ISOS 6090 | 2008           | Q56260997    |
| Valangin                           | Kleinstadt         | ISOS 2717 | 2007           | Q70194       |
| Verrières, Les                     | Dorf               | ISOS 2720 | 2008           | Q69807       |

### Nidwalden
7 ISOS-Ortsbilder von nationaler Bedeutung im Kanton Nidwalden

Schützenswerte Ortsbilder des Kantons Nidwalden auf Wikimedia Commons

| Objekt                              | Typ                | ISOS- ID  | Aufnahme- jahr | Wikidata- ID |
| ----------------------------------- | ------------------ | --------- | -------------- | ------------ |
| Beckenried                          | Verstädtertes Dorf | ISOS 2725 | 1989           | Q69140       |
| Buochs                              | Verstädtertes Dorf | ISOS 2727 | 1989           | Q64567       |
| Bürgenstock (Ennetbürgen/Stansstad) | Spezialfall        | ISOS 2730 | 1989           | Q27481131    |
| Chappelendorf (Dallenwil)           | Weiler             | ISOS 2731 | 1989           | Q56278359    |
| Kehrsiten (Stansstad)               | Weiler             | ISOS 2736 | 1988           | Q56278362    |
| Ridli (Beckenried)                  | Weiler             | ISOS 2743 | 1989           | Q56278357    |
| Stans                               | Kleinstadt/Flecken | ISOS 2749 | 1989           | Q63931       |

### Obwalden
8 ISOS-Ortsbilder von nationaler Bedeutung im Kanton Obwalden

Schützenswerte Ortsbilder des Kantons Obwalden auf Wikimedia Commons

| Objekt                  | Typ                | ISOS- ID  | Aufnahme- jahr | Wikidata- ID |
| ----------------------- | ------------------ | --------- | -------------- | ------------ |
| Flüeli-Ranft (Sachseln) | Spezialfall        | ISOS 2763 | 1988           | Q678373      |
| Kirchhofen (Sarnen)     | Spezialfall        | ISOS 2768 | 1989           | Q1743302     |
| Lungern                 | Verstädtertes Dorf | ISOS 2770 | 1988           | Q64292       |
| Obsee (Lungern)         | Weiler             | ISOS 2772 | 1989           | Q1632341     |
| Ramersberg (Sarnen)     | Weiler             | ISOS 2773 | 1989           | Q2130089     |
| Rudenz (Giswil)         | Spezialfall        | ISOS 2774 | 1989           | Q2171904     |
| Sachseln                | Verstädtertes Dorf | ISOS 6007 | 1988           | Q64614       |
| Sarnen                  | Kleinstadt/Flecken | ISOS 2776 | 1989           | Q63964       |

### Schaffhausen
17 ISOS-Ortsbilder von nationaler Bedeutung im Kanton Schaffhausen

Schützenswerte Ortsbilder des Kantons Schaffhausen auf Wikimedia Commons

| Objekt              | Typ                | ISOS- ID  | Aufnahme- jahr | Wikidata- ID |
| ------------------- | ------------------ | --------- | -------------- | ------------ |
| Bibermühle (Ramsen) | Spezialfall        | ISOS 3023 | 1985           | Q856206      |
| Dörflingen          | Dorf               | ISOS 3029 | 1985           | Q69107       |
| Gächlingen          | Dorf               | ISOS 3030 | 1985           | Q66500       |
| Hallau              | Dorf               | ISOS 3033 | 1985           | Q69172       |
| Lohn                | Dorf               | ISOS 3039 | 1985           | Q69629       |
| Löhningen           | Dorf               | ISOS 3040 | 1983           | Q66373       |
| Merishausen         | Dorf               | ISOS 3041 | 1985           | Q69649       |
| Neunkirch           | Kleinstadt/Flecken | ISOS 3043 | 1985           | Q67114       |
| Oberhallau          | Dorf               | ISOS 3044 | 1985           | Q66648       |
| Osterfingen         | Dorf               | ISOS 3047 | 1985           | Q15837812    |
| Ramsen              | Dorf               | ISOS 3048 | 1985           | Q69182       |
| Rüdlingen           | Dorf               | ISOS 3049 | 1985           | Q66796       |
| Schaffhausen        | Stadt              | ISOS 3050 | 1985           | Q9009        |
| Schleitheim         | Dorf               | ISOS 3051 | 1985           | Q69111       |
| Stein am Rhein      | Kleinstadt/Flecken | ISOS 3053 | 1985           | Q11939       |
| Thayngen            | Verstädtertes Dorf | ISOS 3056 | 1985           | Q69152       |
| Wilchingen          | Dorf               | ISOS 3060 | 1985           | Q69164       |

### Schwyz
18 ISOS-Ortsbilder von nationaler Bedeutung im Kanton Schwyz

Schützenswerte Ortsbilder des Kantons Schwyz auf Wikimedia Commons

| Objekt                                  | Typ                | ISOS- ID  | Aufnahme- jahr | Wikidata- ID |
| --------------------------------------- | ------------------ | --------- | -------------- | ------------ |
| Arth                                    | Dorf               | ISOS 3235 | 1987           | Q69742       |
| Biberegg (Rothenthurm)                  | Weiler             | ISOS 3241 | 1986           | Q56284682    |
| Brunnen (Ingenbohl)                     | Verstädtertes Dorf | ISOS 3242 | 1987           | Q675405      |
| Ecce Homo (Sattel)                      | Weiler             | ISOS 3245 | 1986           | Q1280189     |
| Einsiedeln                              | Kleinstadt/Flecken | ISOS 3247 | 1987           | Q68950       |
| Etzelpass/St. Meinrad (Einsiedeln)      | Spezialfall        | ISOS 3248 | 1986           | Q683762      |
| Gersau                                  | Dorf               | ISOS 3253 | 1987           | Q64380       |
| Grinau (Tuggen)                         | Spezialfall        | ISOS 3256 | 1986           | Q56284705    |
| Küssnacht am Rigi                       | Kleinstadt/Flecken | ISOS 3267 | 1987           | Q64183       |
| Lachen                                  | Kleinstadt/Flecken | ISOS 3269 | 1986           | Q67100       |
| Merlischachen (Küssnacht am Rigi)       | Weiler             | ISOS 3271 | 1987           | Q688038      |
| Muotathal                               | Dorf               | ISOS 3274 | 1987           | Q66069       |
| Pfäffikon Unterdorf (Freienbach)        | Spezialfall        | ISOS 3279 | 1986           | Q56284464    |
| Schwyz                                  | Kleinstadt/Flecken | ISOS 3294 | 1987           | Q68155       |
| Seestatt (Altendorf)                    | Weiler             | ISOS 3295 | 1986           | Q56284341    |
| Siebnen (Galgenen, Schübelbach, Wangen) | Verstädtertes Dorf | ISOS 3297 | 1986           | Q687976      |
| Steinen                                 | Dorf               | ISOS 3300 | 1987           | Q67191       |
| Ufenau (Freienbach)                     | Spezialfall        | ISOS 3307 | 1987           | Q303431      |

### Solothurn
36 ISOS-Ortsbilder von nationaler Bedeutung im Kanton Solothurn

Schützenswerte Ortsbilder des Kantons Solothurn auf Wikimedia Commons

| Objekt                                               | Typ                | ISOS- ID  | Aufnahme- jahr | Wikidata- ID |
| ---------------------------------------------------- | ------------------ | --------- | -------------- | ------------ |
| Aetingen                                             | Dorf               | ISOS 3067 | 2009           | Q66468       |
| Balm bei Messen (Messen)                             | Weiler             | ISOS 3074 | 2009           | Q669310      |
| Balsthal                                             | Kleinstadt/Flecken | ISOS 3075 | 2009           | Q65455       |
| Beinwil, Kulturlandschaft (Beinwil)                  | Spezialfall        | ISOS 6181 | 2009           | Q56260387    |
| Büren                                                | Dorf               | ISOS 3092 | 2009           | Q70057       |
| Goetheanum (Dornach)                                 | Spezialfall        | ISOS 3113 | 2009           | Q659654      |
| Gossliwil                                            | Dorf               | ISOS 3114 | 2009           | Q67916       |
| Grenchen                                             | Verstädtertes Dorf | ISOS 3115 | 2011           | Q68248       |
| Hessigkofen                                          | Dorf               | ISOS 3130 | 2009           | Q67914       |
| Hochwald                                             | Dorf               | ISOS 3132 | 2009           | Q66575       |
| Höngen (Laupersdorf)                                 | Weiler             | ISOS 3135 | 2009           | Q24292626    |
| Innere Klus (Balsthal)                               | Spezialfall        | ISOS 3143 | 2009           | Q56260628    |
| Kyburg-Buchegg                                       | Spezialfall        | ISOS 3153 | 2009           | Q67896       |
| Lüsslingen                                           | Dorf               | ISOS 3159 | 2009           | Q67217       |
| Mariastein (Metzerlen-Mariastein)                    | Spezialfall        | ISOS 3163 | 2009           | Q359617      |
| Meltingen                                            | Dorf               | ISOS 3165 | 2009           | Q66357       |
| Messen                                               | Dorf               | ISOS 3166 | 2009           | Q67215       |
| Metzerlen (Metzerlen-Mariastein)                     | Dorf               | ISOS 3167 | 2009           | Q56259653    |
| Mühledorf                                            | Dorf               | ISOS 3169 | 2009           | Q66319       |
| Nennigkofen                                          | Dorf               | ISOS 3172 | 2009           | Q66539       |
| Neuendorf                                            | Dorf               | ISOS 3173 | 2009           | Q66772       |
| Niederbuchsiten                                      | Dorf               | ISOS 3174 | 2009           | Q65609       |
| Niedererlinsbach (Erlinsbach)                        | Dorf               | ISOS 3175 | 2008           | Q689567      |
| Nuglar (Nuglar-St. Pantaleon)                        | Dorf               | ISOS 3177 | 2009           | Q56259668    |
| Oberdorf                                             | Dorf               | ISOS 3180 | 2009           | Q70237       |
| Olten                                                | Stadt              | ISOS 3189 | 2011           | Q68129       |
| Rodersdorf                                           | Dorf               | ISOS 3193 | 2009           | Q66559       |
| Schnottwil                                           | Dorf               | ISOS 3199 | 2009           | Q66680       |
| Schönenwerd/Niedergösgen (Schönenwerd, Niedergösgen) | Verstädtertes Dorf | ISOS 3200 | 2009           | Q133556951   |
| Seewen                                               | Dorf               | ISOS 3201 | 2009           | Q66577       |
| Solothurn                                            | Stadt              | ISOS 3203 | 2011           | Q68965       |
| St. Pantaleon (Nuglar-St. Pantaleon)                 | Dorf               | ISOS 3204 | 2009           | Q56260279    |
| St. Wolfgang (Balsthal)                              | Spezialfall        | ISOS 3205 | 2009           | Q56260304    |
| Tscheppach                                           | Dorf               | ISOS 3212 | 2009           | Q70015       |
| Verenaschlucht, Kulturlandschaft (Rüttenen)          | Spezialfall        | ISOS 6182 | 2009           | Q56260364    |
| Waldegg/Feldbrunnen (Feldbrunnen-St. Niklaus)        | Spezialfall        | ISOS 3198 | 2009           | Q133555599   |

### St. Gallen
62 ISOS-Ortsbilder von nationaler Bedeutung im Kanton St. Gallen

Schützenswerte Ortsbilder des Kantons St. Gallen auf Wikimedia Commons

| Objekt                                                          | Typ                | ISOS- ID  | Aufnahme- jahr | Wikidata- ID      |
| --------------------------------------------------------------- | ------------------ | --------- | -------------- | ----------------- |
| Altstätten                                                      | Kleinstadt/Flecken | ISOS 5803 | 2008           | Q68281            |
| Azmoos (Wartau)                                                 | Dorf               | ISOS 5825 | 2008           | Q793951           |
| Bäbikon (Kirchberg)                                             | Weiler             | ISOS 2783 | 2004           | Q56331013         |
| Balgach/Heerbrugg (Balgach u. a.)                               | Verstädtertes Dorf | ISOS 2944 | 2008           | Q56331313         |
| Berg/Mörschwil, Schlosslandschaft                               | Spezialfall        | ISOS 6200 | 2011           | Q56317522         |
| Berneck                                                         | Verstädtertes Dorf | ISOS 2945 | 2008           | Q67225            |
| Bollingen (Rapperswil-Jona)                                     | Spezialfall        | ISOS 2915 | 2007           | Q686267           |
| Bruggen/Sittertal (St. Gallen)                                  | Spezialfall        | ISOS 2887 | 2010           | Q56330245         |
| Buechberg/Buechstig, Kulturlandschaft (Thal)                    | Spezialfall        | ISOS 2947 | 2008           | Q56319064         |
| Burgau (Flawil)                                                 | Dorf               | ISOS 2965 | 2005           | Q1014785          |
| Bütschwil                                                       | Verstädtertes Dorf | ISOS 2785 | 2004           | Q65676            |
| Degersheim                                                      | Verstädtertes Dorf | ISOS 2966 | 2005           | Q64974            |
| Dottenwil/Zwingensteinhueb, Kulturlandschaft (Wittenbach, Berg) | Spezialfall        | ISOS 6195 | 2010           | Q56316748         |
| Ebnat-Kappel                                                    | Verstädtertes Dorf | ISOS 5966 | 2000           | Q66237            |
| Ennetbühl (Nesslau-Krummenau)                                   | Dorf               | ISOS 6012 | 2000           | Q56331554         |
| Flums                                                           | Verstädtertes Dorf | ISOS 5971 | 2008           | Q69954            |
| Fontnas (Wartau)                                                | Weiler             | ISOS 5828 | 2008           | Q56331020         |
| Fürschwendi (Eggersriet)                                        | Weiler             | ISOS 2867 | 2010           | Q56331015         |
| Gibel (Goldingen)                                               | Weiler             | ISOS 2922 | 2007           | Q56331016         |
| Gretschins (Wartau)                                             | Weiler             | ISOS 5829 | 2008           | Q1512869          |
| Hemberg                                                         | Dorf               | ISOS 6043 | 2003           | Q65631            |
| Lichtensteig (Lichtensteig, Wattwil)                            | Kleinstadt/Flecken | ISOS 6046 | 2003           | Q69274            |
| Lütisburg                                                       | Spezialfall        | ISOS 2795 | 2004           | Q66857            |
| Magdenau (Degersheim)                                           | Spezialfall        | ISOS 2973 | 2005           | Q56327284         |
| Marbach                                                         | Dorf               | ISOS 5804 | 2008           | Q67900            |
| Maseltrangen (Schänis)                                          | Weiler             | ISOS 2813 | 2006           | Q1906963          |
| Matten/Wilen/Zinggenhueb, Kulturlandschaft (Andwil/Gossau)      | Spezialfall        | ISOS 2837 | 2010           | Q56318569         |
| Mels                                                            | verstädtertes Dorf | ISOS 5973 | 2008           | Q67027            |
| Mogelsberg (Neckertal)                                          | Dorf               | ISOS 2974 | 2005           | Q869624           |
| Muolen, Kulturlandschaft (Muolen)                               | Spezialfall        | ISOS 6269 | 2011           | Q56330098         |
| Niederglatt (Oberuzwil)                                         | Weiler             | ISOS 2976 | 2006           | Q56331018         |
| Notkersegg (St. Gallen)                                         | Spezialfall        | ISOS 6202 | 2010           | Q31838872         |
| Ober-/Unterrheintal, Schlosslandschaft (Altstätten u. a.)       | Spezialfall        | ISOS 2957 | 2008           | Q56302581         |
| Oberglatt (Flawil)                                              | Weiler             | ISOS 2979 | 2005           | Q2009703          |
| Oberschan (Wartau)                                              | Dorf               | ISOS 5826 | 2008           | Q15837287         |
| Raaschberg (Flawil)                                             | Weiler             | ISOS 2983 | 2006           | Q56331012         |
| Rapperswil (Rapperswil-Jona)                                    | Kleinstadt/Flecken | ISOS 2929 | 2006           | Q688539           |
| Rheineck                                                        | Kleinstadt/Flecken | ISOS 2955 | 2008           | Q69595            |
| Rieden                                                          | Dorf               | ISOS 2814 | 2007           | Q66534            |
| Rorschach                                                       | Kleinstadt/Flecken | ISOS 2878 | 2011           | Q68250            |
| Rorschacherberg, Schlosslandschaft (Rorschacherberg, Thal)      | Spezialfall        | ISOS 6201 | 2011           | Q56320190         |
| Rüthi                                                           | Dorf               | ISOS 5805 | 2008           | Q66890            |
| Sargans                                                         | Kleinstadt/Flecken | ISOS 5989 | 2008           | Q64571            |
| Schänis                                                         | Dorf               | ISOS 2816 | 2006           | Q65446            |
| Schmerikon                                                      | Dorf               | ISOS 2933 | 2006           | Q66684            |
| Spreitenbach/Furth (Neckertal)                                  | Spezialfall        | ISOS 6042 | 2003           | Q56329968         |
| St. Gallen                                                      | Stadt              | ISOS 5824 | 2011           | Q25607            |
| St. Georgen (St. Gallen)                                        | Verstädtertes Dorf | ISOS 2904 | 2010           | Q21050914         |
| St. Scholastika (Tübach)                                        | Spezialfall        | ISOS 6022 | 2011           | Q29524036         |
| Sulzberg (Untereggen)                                           | Spezialfall        | ISOS 2881 | 2011           | Q2243649          |
| Thal/Feldmoos (Thal)                                            | Dorf               | ISOS 2960 | 2008           | Q56331474         |
| Trempel (Ebnat-Kappel)                                          | Spezialfall        | ISOS 6011 | 2000           | Q29786425         |
| Uetliburg/Berg Sion (Gommiswald)                                | Spezialfall        | ISOS 2935 | 2006           | Q819287           |
| Unterlören (Wittenbach)                                         | Weiler             | ISOS 2905 | 2010           | Q56331022         |
| Vättis (Pfäfers)                                                | Dorf               | ISOS 5979 | 2008           | Q689509           |
| Walenstadt                                                      | Kleinstadt/Flecken | ISOS 5993 | 2008           | Q64191            |
| Wattwil                                                         | verstädtertes Dorf | ISOS 6055 | 2004           | Q66601            |
| Weesen                                                          | Kleinstadt/Flecken | ISOS 2819 | 2006           | Q69644            |
| Weisstannen (Mels)                                              | Dorf               | ISOS 5976 | 2008           | Q1779982          |
| Werdenberg (Grabs, Buchs)                                       | Spezialfall        | ISOS 5830 | 2008           | Q693725           |
| Wil                                                             | Kleinstadt/Flecken | ISOS 3013 | 2011           | Q64077            |
| Wurmsbach/St. Dionys (Rapperswil-Jona)                          | Spezialfall        | ISOS 2941 | 2006           | Q1373092 Q1742704 |

### Tessin
137 ISOS-Ortsbilder von nationaler Bedeutung im Kanton Tessin

Schützenswerte Ortsbilder des Kantons Tessin auf Wikimedia Commons

| Objekt                                           | Typ         | ISOS- ID  | Aufnahme- jahr | Wikidata- ID        |
| ------------------------------------------------ | ----------- | --------- | -------------- | ------------------- |
| Airolo                                           | Kleinstadt  | ISOS 3721 | 2003           | Q69265              |
| Altanca (Quinto)                                 | Dorf        | ISOS 3727 | 2003           | Q56229803           |
| Anzonico                                         | Dorf        | ISOS 3730 | 2003           | Q431011             |
| Aranno                                           | Dorf        | ISOS 3733 | 2005           | Q68792              |
| Arogno                                           | Dorf        | ISOS 3737 | 2005           | Q68449              |
| Arzo                                             | Dorf        | ISOS 3740 | 2002           | Q718800             |
| Ascona                                           | Kleinstadt  | ISOS 3741 | 2009           | Q63992              |
| Astano                                           | Dorf        | ISOS 3742 | 2005           | Q70173              |
| Auressio (Isorno)                                | Dorf        | ISOS 3743 | 2009           | Q1651318            |
| Aurigeno (Maggia)                                | Dorf        | ISOS 3744 | 2004           | Q1056013            |
| Avegno Chiesa e di dentro (Avegno)               | Dorf        | ISOS 3745 | 2004           | Q56331819           |
| Avegno di fuori (Avegno)                         | Dorf        | ISOS 3746 | 2004           | Q56331820           |
| Barbengo                                         | Dorf        | ISOS 3749 | 2005           | Q664172             |
| Bedigliora                                       | Dorf        | ISOS 3753 | 2005           | Q70182              |
| Bedretto                                         | Dorf        | ISOS 3754 | 2003           | Q67035              |
| Bellinzona                                       | Stadt       | ISOS 3755 | 2008           | Q64044              |
| Berzona (Isorno)                                 | Dorf        | ISOS 3758 | 2009           | Q674412             |
| Biasca                                           | Kleinstadt  | ISOS 3762 | 2008           | Q67523              |
| Bidogno                                          | Dorf        | ISOS 3763 | 2005           | Q668835             |
| Bignasco (Cevio)                                 | Dorf        | ISOS 3764 | 2004           | Q690206             |
| Biogno (Lugano)                                  | Weiler      | ISOS 3768 | 2005           | Q864351             |
| Bissone                                          | Dorf        | ISOS 3771 | 2005           | Q69269              |
| Bordei (Palagnedra)                              | Weiler      | ISOS 3776 | 2009           | Q56230918           |
| Borgnone                                         | Dorf        | ISOS 3777 | 2009           | Q668239             |
| Boschetto (Cevio)                                | Dorf        | ISOS 3778 | 2004           | Q56228272           |
| Bosco/Gurin                                      | Dorf        | ISOS 3780 | 2004           | Q70328              |
| Brè (Lugano)                                     | Dorf        | ISOS 3782 | 2005           | Q3646180            |
| Breno (Alto Malcantone)                          | Dorf        | ISOS 3784 | 2005           | Q2249013            |
| Brione Verzasca                                  | Dorf        | ISOS 3786 | 2009           | Q68766              |
| Brissago, Isole di (Brissago)                    | Spezialfall | ISOS 3788 | 2009           | Q673757             |
| Broglio (Lavizzara)                              | Dorf        | ISOS 3789 | 2004           | Q3977917            |
| Brontallo (Lavizzara)                            | Dorf        | ISOS 3790 | 2004           | Q206387             |
| Brusata (Novazzano)                              | Weiler      | ISOS 3792 | 2002           | Q56229759           |
| Brusgnano/Freggio (Osco)                         | Dorf        | ISOS 3794 | 2003           | Q56230979           |
| Brusino Arsizio                                  | Dorf        | ISOS 3795 | 2005           | Q70120              |
| Cabbio                                           | Dorf        | ISOS 3797 | 2002           | Q666147             |
| Calonico                                         | Dorf        | ISOS 3808 | 2003           | Q690251             |
| Calpiogna                                        | Dorf        | ISOS 3809 | 2003           | Q660790             |
| Campo Vallemaggia                                | Dorf        | ISOS 3817 | 2004           | Q67864              |
| Campora (Castel San Pietro)                      | Weiler      | ISOS 3818 | 2004           | Q17389752           |
| Carona                                           | Dorf        | ISOS 3831 | 2005           | Q68453              |
| Casima (Castel San Pietro)                       | Dorf        | ISOS 3833 | 2005           | Q3661768            |
| Caslano                                          | Dorf        | ISOS 3834 | 2005           | Q67270              |
| Castagnola (Lugano)                              | Spezialfall | ISOS 3840 | 2005           | Q25238183           |
| Castel San Pietro                                | Dorf        | ISOS 3842 | 2005           | Q67872              |
| Castelrotto (Croglio)                            | Dorf        | ISOS 3844 | 2005           | Q16061360           |
| Cevio/Rovana (Cevio)                             | Dorf        | ISOS 3856 | 2004           | Q56228189           |
| Chiasso                                          | Spezialfall | ISOS 3857 | 2005           | Q68111              |
| Chironico                                        | Dorf        | ISOS 3859 | 2003           | Q660880             |
| Cimadera                                         | Dorf        | ISOS 3860 | 2005           | Q68007              |
| Cimalmotto (Campo (Vallemaggia))                 | Dorf        | ISOS 3861 | 2004           | Q3676830            |
| Ciona (Carona)                                   | Weiler      | ISOS 3863 | 2005           | Q56231137           |
| Comologno (Onsernone)                            | Dorf        | ISOS 3870 | 2009           | Q3684946            |
| Corino (Cerentino)                               | Weiler      | ISOS 3876 | 2004           | Q56230922           |
| Corippo                                          | Dorf        | ISOS 3877 | 2009           | Q69991              |
| Cortignelli (Lavizzara)                          | Weiler      | ISOS 3882 | 2004           | Q56231113           |
| Costa (Borgnone)                                 | Dorf        | ISOS 3885 | 2009           | Q56230767           |
| Curio                                            | Dorf        | ISOS 3899 | 2005           | Q70747              |
| Dangio (Blenio)                                  | Dorf        | ISOS 3902 | 2008           | Q3013539            |
| Dongio (Acquarossa)                              | Dorf        | ISOS 3908 | 2008           | Q1651126            |
| Faido                                            | Kleinstadt  | ISOS 3910 | 2003           | Q69673              |
| Figgione (Rossura)                               | Weiler      | ISOS 3913 | 2003           | Q13100759           |
| Fontana (Airolo)                                 | Dorf        | ISOS 3915 | 2003           | Q56230428           |
| Fusio (Lavizzara)                                | Dorf        | ISOS 3918 | 2004           | Q2779600            |
| Gandria (Lugano)                                 | Dorf        | ISOS 3922 | 2005           | Q601607             |
| Gandria, Cantine di (Lugano)                     | Spezialfall | ISOS 3923 | 2005           | Q133551466          |
| Giornico                                         | Dorf        | ISOS 3930 | 2003           | Q67763              |
| Golino (Intragna)                                | Dorf        | ISOS 3934 | 2009           | Q56230813           |
| Gresso                                           | Dorf        | ISOS 3942 | 2009           | Q68352              |
| Indemini                                         | Dorf        | ISOS 3948 | 2009           | Q666139             |
| Intragna                                         | Dorf        | ISOS 3950 | 2009           | Q663020             |
| Iseo                                             | Dorf        | ISOS 3952 | 2005           | Q690157             |
| Largario (Acquarossa)                            | Weiler      | ISOS 3955 | 2008           | Q3827069            |
| Lavertezzo                                       | Dorf        | ISOS 3956 | 2009           | Q22376106           |
| Ligornetto                                       | Dorf        | ISOS 3962 | 2002           | Q70330              |
| Linescio                                         | Dorf        | ISOS 3963 | 2004           | Q67989              |
| Lionza (Borgnone)                                | Dorf        | ISOS 3964 | 2009           | Q56230907           |
| Locarno                                          | Stadt       | ISOS 3965 | 2009           | Q11935              |
| Loco (Isorno)                                    | Dorf        | ISOS 3966 | 2009           | Q3257758            |
| Lugano                                           | Stadt       | ISOS 3975 | 2006           | Q7024               |
| Magadino/Rivabella (Magadino)                    | Dorf        | ISOS 3981 | 2009           | Q133554576          |
| Melano                                           | Dorf        | ISOS 3995 | 2005           | Q70122              |
| Mendrisio                                        | Kleinstadt  | ISOS 3999 | 2002           | Q69041              |
| Meride                                           | Dorf        | ISOS 4002 | 2002           | Q68829              |
| Moghegno (Maggia)                                | Dorf        | ISOS 4005 | 2006           | Q362761             |
| Moleno                                           | Dorf        | ISOS 4008 | 2008           | Q68816              |
| Monte (Castel San Pietro)                        | Dorf        | ISOS 4012 | 2002           | Q2607344            |
| Morcote                                          | Dorf        | ISOS 4017 | 2005           | Q68224              |
| Mosogno di sotto (Mosogno)                       | Weiler      | ISOS 4019 | 2009           | Q56232879           |
| Muggio                                           | Dorf        | ISOS 4023 | 2002           | Q287585             |
| Muzzano                                          | Dorf        | ISOS 4024 | 2005           | Q68796              |
| Navone (Semione)                                 | Weiler      | ISOS 4026 | 2008           | Q56232917           |
| Olivone Chiesa-Solario (Blenio)                  | Dorf        | ISOS 4037 | 2008           | Q690142             |
| Origlio                                          | Dorf        | ISOS 4039 | 2005           | Q70334              |
| Osco                                             | Dorf        | ISOS 4041 | 2003           | Q660119             |
| Osignano (Sigirino)                              | Weiler      | ISOS 4042 | 2005           | Q56232949           |
| Palagnedra                                       | Dorf        | ISOS 4045 | 2009           | Q668625             |
| Piotta (Quinto)                                  | Dorf        | ISOS 4060 | 2003           | Q685467             |
| Pontirone (Biasca)                               | Dorf        | ISOS 4065 | 2008           | Q56221033           |
| Ponto Valentino (Acquarossa)                     | Dorf        | ISOS 4067 | 2008           | Q1651161            |
| Prato (Lavizzara)                                | Dorf        | ISOS 4071 | 2004           | Q7238717            |
| Preonzo                                          | Dorf        | ISOS 4074 | 2008           | Q70070              |
| Primadengo (Calpiogna)                           | Weiler      | ISOS 4075 | 2003           | Q56231004           |
| Quinto                                           | Dorf        | ISOS 4083 | 2003           | Q67501              |
| Rancate                                          | Dorf        | ISOS 4084 | 2002           | Q661294             |
| Rasa (Intragna)                                  | Dorf        | ISOS 4086 | 2009           | Q123003             |
| Riva San Vitale                                  | Kleinstadt  | ISOS 4087 | 2002           | Q67130              |
| Ronco (Quinto)                                   | Dorf        | ISOS 4095 | 2003           | Q126894503          |
| Rongie/Orino (Malvaglia)                         | Dorf        | ISOS 4097 | 2008           | Q56232908 Q56232913 |
| Rossura                                          | Dorf        | ISOS 4100 | 2003           | Q389451             |
| Rovio                                            | Dorf        | ISOS 4103 | 2005           | Q67986              |
| Russo (Onsernone)                                | Dorf        | ISOS 4104 | 2009           | Q3600339            |
| Sala Capriasca (Capriasca)                       | Dorf        | ISOS 4107 | 2005           | Q3945232            |
| San Bartolomeo (Vogorno)                         | Weiler      | ISOS 4109 | 2009           | Q56230579           |
| San Gottardo, Ospizio del (Airolo)               | Spezialfall | ISOS 4111 | 2003           | Q48834765           |
| Santa Maria del Bigorio, Convento di (Capriasca) | Spezialfall | ISOS 4119 | 2005           | Q3689617            |
| Santa Maria d’Iseo, Chiesa di (Vernate)          | Spezialfall | ISOS 4118 | 2005           | Q3673415            |
| Santa Maria, Monastero di (Claro)                | Spezialfall | ISOS 4120 | 2008           | Q3860546            |
| Sant’Abbondio, Chiesa di Collina d’Oro           | Spezialfall | ISOS 4115 | 2005           | Q3672232            |
| Scudellate (Muggio)                              | Dorf        | ISOS 4127 | 2002           | Q20164796           |
| Semione                                          | Dorf        | ISOS 4130 | 2008           | Q660744             |
| Sessa                                            | Dorf        | ISOS 4133 | 2005           | Q68787              |
| Sobrio-Ronzano (Sobrio)                          | Dorf        | ISOS 4135 | 2003           | Q70020              |
| Someo (Maggia)                                   | Dorf        | ISOS 4137 | 2004           | Q3386486            |
| Sonogno                                          | Dorf        | ISOS 4139 | 2009           | Q70699              |
| Sonvico                                          | Dorf        | ISOS 4140 | 2005           | Q67484              |
| Sornico (Lavizzara)                              | Dorf        | ISOS 4145 | 2004           | Q7563601            |
| Stabio                                           | Kleinstadt  | ISOS 4147 | 2005           | Q67760              |
| Tengia (Rossura)                                 | Dorf        | ISOS 4153 | 2003           | Q56228614           |
| Torello (Carona)                                 | Spezialfall | ISOS 4156 | 2005           | Q48836168           |
| Val Bavona (Cevio)                               | Spezialfall | ISOS 4165 | 2004           | Q2509234            |
| Val Malvaglia (Malvaglia)                        | Spezialfall | ISOS 4166 | 2008           | Q16620131           |
| Verdasio (Intragna)                              | Dorf        | ISOS 4171 | 2009           | Q4009894            |
| Verscio                                          | Dorf        | ISOS 4174 | 2009           | Q67662              |
| Vico Morcote                                     | Dorf        | ISOS 4177 | 2005           | Q70118              |
| Villa (Bedretto)                                 | Dorf        | ISOS 4183 | 2003           | Q56230667           |
| Villa (Coldrerio)                                | Dorf        | ISOS 4184 | 2002           | Q56230953           |

### Thurgau
66 ISOS-Ortsbilder von nationaler Bedeutung im Kanton Thurgau

Schützenswerte Ortsbilder des Kantons Thurgau auf Wikimedia Commons

| Objekt                                          | Typ                | ISOS- ID  | Aufnahme- jahr | Wikidata- ID        |
| ----------------------------------------------- | ------------------ | --------- | -------------- | ------------------- |
| Altenklingen (Wigoltingen)                      | Spezialfall        | ISOS 3321 | 2005           | Q56285451           |
| Altnau                                          | Dorf               | ISOS 3324 | 2006           | Q69237              |
| Arbon                                           | Kleinstadt/Flecken | ISOS 3332 | 2006           | Q64156              |
| Balgen, Kulturlandschaft (Egnach)               | Spezialfall        | ISOS 6080 | 2006           | Q56289513           |
| Berlingen                                       | Dorf               | ISOS 3348 | 2005           | Q65463              |
| Bischofszell                                    | Kleinstadt/Flecken | ISOS 3354 | 2006           | Q64865              |
| Blidegg-Degenau (Zihlschlacht-Sitterdorf)       | Spezialfall        | ISOS 3358 | 2006           | Q76115881 Q76115833 |
| Boltshausen (Märstetten)                        | Weiler             | ISOS 3359 | 2005           | Q56289619           |
| Bommen (Kemmental)                              | Weiler             | ISOS 3360 | 2006           | Q56289618           |
| Bürglen                                         | Kleinstadt/Flecken | ISOS 3375 | 2005           | Q65599              |
| Dickihof (Schlatt)                              | Weiler             | ISOS 3390 | 2005           | Q56289712           |
| Diessenhofen                                    | Kleinstadt/Flecken | ISOS 3391 | 2005           | Q67128              |
| Engwang (Wigoltingen)                           | Weiler             | ISOS 3409 | 2005           | Q15808144           |
| Erlen/Eppishausen (Erlen)                       | Verstädtertes Dorf | ISOS 3414 | 2006           | Q56289483           |
| Ermatingen                                      | Dorf               | ISOS 3415 | 2006           | Q65127              |
| Eschenzer Becken (Eschenz, Mammern)             | Spezialfall        | ISOS 3418 | 2005           | Q56289486           |
| Fahrhof (Neunforn)                              | Weiler             | ISOS 3426 | 2005           | Q15809221           |
| Fischingen                                      | Spezialfall        | ISOS 3433 | 2006           | Q65525              |
| Frauenfeld                                      | Stadt              | ISOS 3435 | 2007           | Q68120              |
| Glarisegg (Steckborn)                           | Spezialfall        | ISOS 3445 | 2005           | Q131935371          |
| Gottlieben                                      | Spezialfall        | ISOS 3449 | 2007           | Q66302              |
| Griesenberg (Amlikon-Bissegg)                   | Spezialfall        | ISOS 3451 | 2005           | Q5608713            |
| Grüneck (Müllheim)                              | Spezialfall        | ISOS 3452 | 2005           | Q56289620           |
| Gündelhart (Homburg)                            | Weiler             | ISOS 3454 | 2005           | Q687994             |
| Hagenwil bei Amriswil (Amriswil)                | Dorf               | ISOS 3459 | 2006           | Q56289478           |
| Hard (Berg)                                     | Weiler             | ISOS 3465 | 2005           | Q133540645          |
| Hauptwil (Hauptwil-Gottshaus)                   | Dorf               | ISOS 3472 | 2006           | Q5682775            |
| Heiligkreuz (Wuppenau)                          | Weiler             | ISOS 3477 | 2006           | Q15814702           |
| Hüttlingen                                      | Dorf               | ISOS 3510 | 2007           | Q65802              |
| Iselisberg (Uesslingen-Buch)                    | Weiler             | ISOS 3515 | 2007           | Q1673792            |
| Ittingen, Kartause (Warth-Weiningen)            | Spezialfall        | ISOS 3523 | 2005           | Q1734525            |
| Kehlhof (Berg)                                  | Weiler             | ISOS 3525 | 2006           | Q56289480           |
| Kesswil                                         | Dorf               | ISOS 3526 | 2006           | Q69413              |
| Kratzern (Arbon)                                | Weiler             | ISOS 3383 | 2007           | Q56289479           |
| Leutmerken (Amlikon-Bissegg)                    | Weiler             | ISOS 3552 | 2005           | Q47072627           |
| Liebenfels (Herdern)                            | Spezialfall        | ISOS 6081 | 2007           | Q2242189            |
| Lustdorf (Thundorf)                             | Dorf               | ISOS 3550 | 2005           | Q688018             |
| Mammern                                         | Spezialfall        | ISOS 3556 | 2005           | Q69956              |
| Märstetten                                      | Dorf               | ISOS 3558 | 2000           | Q64992              |
| Münsterlingen                                   | Spezialfall        | ISOS 3573 | 2007           | Q69233              |
| Niederneunforn (Neunforn)                       | Dorf               | ISOS 3581 | 2004           | Q15836794           |
| Nussbaumen (Hüttwilen)                          | Dorf               | ISOS 3583 | 2005           | Q15837145           |
| Oberneunforn (Neunforn)                         | Dorf               | ISOS 3591 | 2005           | Q15837280           |
| Oetlishausen (Hohentannen)                      | Spezialfall        | ISOS 3596 | 2006           | Q56289526           |
| Ottenberg Südhang (Märstetten, Weinfelden)      | Spezialfall        | ISOS 3601 | 2006           | Q56289583           |
| Ottoberg (Märstetten)                           | Dorf               | ISOS 3602 | 2006           | Q15837964           |
| Paradies (Schlatt)                              | Spezialfall        | ISOS 3320 | 2005           | Q1776398            |
| Rheinklingen (Wagenhausen)                      | Dorf               | ISOS 3610 | 2005           | Q15241660           |
| Roggwil                                         | Dorf               | ISOS 3617 | 2006           | Q65577              |
| Romanshorn                                      | verstädtertes Dorf | ISOS 3618 | 2007           | Q65125              |
| Salenstein/Mannenbach (Salenstein)              | Dorf               | ISOS 6095 | 2007           | Q66644 Q1645877     |
| Schönholzerswilen                               | Dorf               | ISOS 3636 | 2006           | Q68442              |
| Sommeri                                         | Dorf               | ISOS 3644 | 2007           | Q66641              |
| St. Katharinental (Diessenhofen)                | Spezialfall        | ISOS 3646 | 2005           | Q1776095            |
| Steckborn                                       | Kleinstadt/Flecken | ISOS 3649 | 2005           | Q67123              |
| Steinebrunn (Egnach)                            | Dorf               | ISOS 3650 | 2006           | Q56289482           |
| Stettfurt                                       | Dorf               | ISOS 3653 | 2005           | Q65828              |
| Tobel (Tobel-Tägerschen)                        | Spezialfall        | ISOS 3662 | 2006           | Q7811563            |
| Triboltingen (Ermatingen)                       | Dorf               | ISOS 3665 | 2007           | Q1611147            |
| Trüttlikon (Uesslingen-Buch)                    | Weiler             | ISOS 3666 | 2005           | Q7849191            |
| Untersee, Schlosslandschaft (Ermatingen u. a.)  | Spezialfall        | ISOS 3631 | 2007           | Q56289495           |
| Watt bei Roggwil (Roggwil)                      | Weiler             | ISOS 3688 | 2006           | Q56289623           |
| Weinfelden                                      | Kleinstadt/Flecken | ISOS 3692 | 2006           | Q68258              |
| Wertbühl (Bussnang)                             | Weiler             | ISOS 3697 | 2005           | Q56289481           |
| Wilen bei Neunforn (Neunforn, Oberstammheim ZH) | Dorf               | ISOS 3705 | 2007           | Q15854417           |
| Zihlschlacht (Zihlschlacht-Sitterdorf)          | Dorf               | ISOS 3714 | 2006           | Q15855734           |

### Uri
12 ISOS-Ortsbilder von nationaler Bedeutung im Kanton Uri

Schützenswerte Ortsbilder des Kantons Uri auf Wikimedia Commons

| Objekt                           | Typ                | ISOS- ID  | Aufnahme- jahr | Wikidata- ID |
| -------------------------------- | ------------------ | --------- | -------------- | ------------ |
| Altdorf                          | Stadt/Flecken      | ISOS 4191 | 1994           | Q68150       |
| Amsteg (Silenen)                 | Spezialfall        | ISOS 4192 | 2003           | Q2844503     |
| Andermatt                        | Dorf               | ISOS 4193 | 1994           | Q64019       |
| Bauen                            | Dorf               | ISOS 4195 | 2003           | Q69302       |
| Bürglen                          | Dorf               | ISOS 4198 | 1994           | Q69321       |
| Dörfli (Silenen)                 | Weiler             | ISOS 4200 | 1994           | Q56274365    |
| Erstfeld                         | Verstädtertes Dorf | ISOS 4201 | 1994           | Q69642       |
| Flüelen                          | Verstädtertes Dorf | ISOS 4203 | 1994           | Q69665       |
| Göschenen                        | Verstädtertes Dorf | ISOS 4204 | 1994           | Q69639       |
| Gurtnellen/Wiler (Gurtnellen)    | Spezialfall        | ISOS 4207 | 1994           | Q56274208    |
| Hospental                        | Dorf               | ISOS 4208 | 1994           | Q65681       |
| Maderanertal Berghotel (Silenen) | Spezialfall        | ISOS 4211 | 2003           | Q56274576    |

### Waadt
141 ISOS-Ortsbilder von nationaler Bedeutung im Kanton Waadt

Schützenswerte Ortsbilder des Kantons Waadt auf Wikimedia Commons

| Objekt                                      | Typ                | ISOS- ID  | Aufnahme- jahr | Wikidata- ID |
| ------------------------------------------- | ------------------ | --------- | -------------- | ------------ |
| Agiez                                       | Dorf               | ISOS 4619 | 2010           | Q43188       |
| Aigle                                       | Kleinstadt         | ISOS 4225 | 2013           | Q43195       |
| Aran (Bourg-en-Lavaux)                      | Dorf               | ISOS 4451 | 2012           | Q56273465    |
| Arnex-sur-Orbe                              | Dorf               | ISOS 4620 | 2010           | Q43212       |
| Auberson, L’ (Sainte-Croix)                 | Verstädtertes Dorf | ISOS 4380 | 2011           | Q3202583     |
| Aubonne                                     | Kleinstadt/Flecken | ISOS 4287 | 2012           | Q43232       |
| Avenches                                    | Kleinstadt/Flecken | ISOS 4303 | 2011           | Q43236       |
| Baulmes                                     | Dorf               | ISOS 4621 | 2011           | Q43245       |
| Begnins                                     | Dorf               | ISOS 4583 | 2012           | Q43251       |
| Bévieux, Le (Bex)                           | Spezialfall        | ISOS 4229 | 2013           | Q56273454    |
| Bex                                         | Kleinstadt/Flecken | ISOS 4230 | 2013           | Q52261       |
| Bofflens                                    | Dorf               | ISOS 4635 | 2010           | Q52267       |
| Bonvillars                                  | Dorf               | ISOS 4369 | 2011           | Q52269       |
| Bougy-Villars                               | Dorf               | ISOS 4291 | 2012           | Q52272       |
| Bugnaux (Essertines-sur-Rolle)              | Weiler             | ISOS 4742 | 2012           | Q56273537    |
| Bursins                                     | Dorf               | ISOS 4744 | 2012           | Q52298       |
| Burtigny                                    | Dorf               | ISOS 4745 | 2012           | Q52299       |
| Caux (Montreux)                             | Spezialfall        | ISOS 4760 | 2013           | Q674325      |
| Champagne                                   | Dorf               | ISOS 4370 | 2011           | Q52685       |
| Champvent                                   | Spezialfall        | ISOS 5864 | 2011           | Q52694       |
| Château-d’Oex                               | Verstädtertes Dorf | ISOS 4730 | 2013           | Q52699       |
| Châtelard (Lutry)                           | Weiler             | ISOS 4452 | 2012           | Q56273600    |
| Chaux, La (Cossonay)                        | Dorf               | ISOS 4325 | 2012           | Q52701       |
| Chaux, La (Sainte-Croix)                    | Weiler             | ISOS 4388 | 2011           | Q56273663    |
| Chavannes-sur-Moudon                        | Dorf               | ISOS 4512 | 2012           | Q52719       |
| Chêne-Pâquier                               | Spezialfall        | ISOS 5867 | 2011           | Q52737       |
| Chez-les-Aubert (Le Chenit)                 | Weiler             | ISOS 4443 | 2011           | Q56273575    |
| Chillon, Château de (Veytaux)               | Spezialfall        | ISOS 4763 | 2013           | Q372647      |
| Clées, Les                                  | Spezialfall        | ISOS 4629 | 2010           | Q57090       |
| Colombier (Echichens)                       | Dorf               | ISOS 4481 | 2012           | Q678901      |
| Combremont-le-Petit (Valbroye)              | Dorf               | ISOS 4679 | 2011           | Q669555      |
| Concise                                     | Dorf               | ISOS 4371 | 2011           | Q57096       |
| Coppet                                      | Kleinstadt         | ISOS 4593 | 2012           | Q57097       |
| Corcelles-près-Concise                      | Dorf               | ISOS 4382 | 2011           | Q57102       |
| Corsier-sur-Vevey                           | Dorf               | ISOS 4769 | 2012           | Q57110       |
| Cossonay                                    | Kleinstadt         | ISOS 4328 | 2012           | Q57111       |
| Cotterd (Vully-les-Lacs)                    | Weiler             | ISOS 4308 | 2011           | Q56273700    |
| Cronay                                      | Dorf               | ISOS 5870 | 2010           | Q57122       |
| Cuarnens                                    | Dorf               | ISOS 4333 | 2012           | Q68624       |
| Cully (Bourg-en-Lavaux)                     | Kleinstadt         | ISOS 4458 | 2012           | Q661664      |
| Démoret                                     | Dorf               | ISOS 5872 | 2010           | Q68875       |
| Denezy (Montanaire)                         | Dorf               | ISOS 4518 | 2011           | Q70557       |
| Eclépens                                    | Dorf               | ISOS 4336 | 2012           | Q70525       |
| Epesses (Bourg-en-Lavaux)                   | Dorf               | ISOS 4459 | 2012           | Q668869      |
| Essertines-sur-Yverdon                      | Dorf               | ISOS 5906 | 2011           | Q68735       |
| Etivaz, L’ (Château-d’Oex)                  | Weiler             | ISOS 4732 | 2013           | Q1392479     |
| Etoy                                        | Dorf               | ISOS 4487 | 2012           | Q70216       |
| Féchy                                       | Dorf               | ISOS 4292 | 2012           | Q70260       |
| Fiez                                        | Dorf               | ISOS 4372 | 2011           | Q68861       |
| Fontaines-sur-Grandson                      | Dorf               | ISOS 4373 | 2011           | Q70551       |
| Forclaz, La (Ormont-Dessous)                | Dorf               | ISOS 4247 | 2014           | Q3209126     |
| Giez                                        | Spezialfall        | ISOS 4374 | 2011           | Q70661       |
| Givrins                                     | Dorf               | ISOS 4602 | 2012           | Q69315       |
| Grandcour                                   | Dorf               | ISOS 4683 | 2011           | Q70190       |
| Grandson                                    | Kleinstadt         | ISOS 4367 | 2011           | Q70199       |
| Grandvaux (Bourg-en-Lavaux)                 | Dorf               | ISOS 4460 | 2013           | Q664153      |
| Granges-près-Marnand (Valbroye)             | Verstädtertes Dorf | ISOS 4684 | 2012           | Q668880      |
| Gryon                                       | Dorf               | ISOS 4251 | 2013           | Q69522       |
| Haras fédéral (Avenches)                    | Spezialfall        | ISOS 4312 | 2011           | Q1729821     |
| Huémoz (Ollon)                              | Dorf               | ISOS 4252 | 2013           | Q15621795    |
| Isle, L’                                    | Spezialfall        | ISOS 4340 | 2012           | Q68387       |
| Jouxtens-Mézery                             | Spezialfall        | ISOS 4420 | 2012           | Q70243       |
| Lance, La (Concise)                         | Spezialfall        | ISOS 4379 | 2011           | Q2961267     |
| Lausanne                                    | Stadt              | ISOS 4397 | 2014           | Q807         |
| Lavigny                                     | Dorf               | ISOS 4488 | 2012           | Q68756       |
| Lieu, Le                                    | Dorf               | ISOS 4444 | 2011           | Q69546       |
| Lignerolle                                  | Dorf               | ISOS 4623 | 2011           | Q70503       |
| Lovatens                                    | Dorf               | ISOS 4524 | 2011           | Q68754       |
| Lucens                                      | Kleinstadt         | ISOS 4525 | 2012           | Q70110       |
| Lutry                                       | Kleinstadt         | ISOS 4461 | 2013           | Q69697       |
| Marchissy                                   | Dorf               | ISOS 4295 | 2012           | Q68647       |
| Mauguettaz, La (Yvonand)                    | Weiler             | ISOS 5880 | 2010           | Q56273704    |
| Mex                                         | Dorf               | ISOS 4343 | 2011           | Q70655       |
| Mollens                                     | Dorf               | ISOS 4296 | 2012           | Q70553       |
| Molondin                                    | Dorf               | ISOS 5903 | 2010           | Q70568       |
| Montcherand                                 | Dorf               | ISOS 4624 | 2011           | Q68653       |
| Montreux                                    | Spezialfall        | ISOS 4773 | 2012           | Q69354       |
| Mont-sur-Rolle                              | Dorf               | ISOS 4751 | 2012           | Q68762       |
| Morges                                      | Kleinstadt/Flecken | ISOS 4493 | 2012           | Q69401       |
| Moudon                                      | Kleinstadt/Flecken | ISOS 4528 | 2012           | Q70202       |
| Novalles                                    | Weiler             | ISOS 4376 | 2010           | Q70649       |
| Noville                                     | Dorf               | ISOS 4260 | 2013           | Q70005       |
| Nyon                                        | Stadt              | ISOS 4607 | 2012           | Q64027       |
| Ogens                                       | Dorf               | ISOS 4530 | 2011           | Q68908       |
| Ollon                                       | Dorf               | ISOS 4261 | 2013           | Q70115       |
| Onnens                                      | Dorf               | ISOS 4385 | 2011           | Q70588       |
| Orbe                                        | Kleinstadt         | ISOS 4616 | 2011           | Q68213       |
| Orny                                        | Dorf               | ISOS 4348 | 2012           | Q68917       |
| Oron-le-Châtel (Oron)                       | Spezialfall        | ISOS 4664 | 2013           | Q689061      |
| Payerne                                     | Kleinstadt/Flecken | ISOS 4689 | 2011           | Q69525       |
| Perroy                                      | Dorf               | ISOS 4752 | 2012           | Q68076       |
| Pont, Le (L’Abbaye)                         | Dorf               | ISOS 4446 | 2011           | Q52637852    |
| Posses, Les (Bex)                           | Dorf               | ISOS 4267 | 2013           | Q56273447    |
| Poudrerie fédérale (Aubonne)                | Spezialfall        | ISOS 5998 | 2012           | Q1541826     |
| Prahins                                     | Dorf               | ISOS 5888 | 2010           | Q678150      |
| Prangins                                    | Dorf               | ISOS 4608 | 2012           | Q69293       |
| Provence                                    | Dorf               | ISOS 4375 | 2011           | Q70450       |
| Rances                                      | Dorf               | ISOS 4625 | 2011           | Q70505       |
| Riex (Bourg-en-Lavaux)                      | Dorf               | ISOS 4465 | 2012           | Q520036      |
| Rivaz                                       | Dorf               | ISOS 4466 | 2012           | Q70515       |
| Rolle                                       | Kleinstadt/Flecken | ISOS 4753 | 2012           | Q69570       |
| Romainmôtier (Romainmôtier-Envy)            | Kleinstadt/Flecken | ISOS 4617 | 2011           | Q3695253     |
| Rossinière                                  | Dorf               | ISOS 4738 | 2013           | Q67694       |
| Rougemont                                   | Dorf               | ISOS 4739 | 2013           | Q70000       |
| Russille, La (Les Clées)                    | Weiler             | ISOS 4627 | 2010           | Q56273589    |
| Saint-Christophe (Champvent)                | Spezialfall        | ISOS 6079 | 2011           | Q56273508    |
| Sainte-Croix                                | Verstädtertes Dorf | ISOS 4368 | 2011           | Q70090       |
| Saint-Livres                                | Dorf               | ISOS 4300 | 2012           | Q68749       |
| Saint-Prex                                  | Kleinstadt/Flecken | ISOS 4498 | 2012           | Q68063       |
| Saint-Saphorin                              | Dorf               | ISOS 4467 | 2012           | Q70535       |
| Saint-Saphorin-sur-Morges (Echichens)       | Dorf               | ISOS 4499 | 2012           | Q678787      |
| Saint-Triphon (Ollon)                       | Dorf               | ISOS 4271 | 2013           | Q2678646     |
| Sarraz, La                                  | Kleinstadt/Flecken | ISOS 4354 | 2012           | Q70210       |
| Sassel (Valbroye)                           | Dorf               | ISOS 4692 | 2011           | Q689097      |
| Savuit (Lutry)                              | Weiler             | ISOS 4469 | 2013           | Q56273602    |
| Séchey, Le (Le Lieu)                        | Weiler             | ISOS 4447 | 2011           | Q6507715     |
| Sentier, Le (Le Chenit)                     | Verstädtertes Dorf | ISOS 4448 | 2011           | Q3058100     |
| Sergey                                      | Weiler             | ISOS 4628 | 2010           | Q70555       |
| Tartegnin (Tartegnin, Essertines-sur-Rolle) | Weiler             | ISOS 4754 | 2012           | Q70065       |
| Taveyanne (Gryon)                           | Spezialfall        | ISOS 4274 | 2013           | Q29890886    |
| Trey                                        | Dorf               | ISOS 4696 | 2011           | Q68879       |
| Treytorrens                                 | Dorf               | ISOS 4697 | 2011           | Q70673       |
| Treytorrens (Puidoux)                       | Weiler             | ISOS 4470 | 2012           | Q7839630     |
| Valeyres-sous-Rances                        | Dorf               | ISOS 4626 | 2011           | Q70501       |
| Vallorbe                                    | verstädtertes Dorf | ISOS 4632 | 2011           | Q68587       |
| Vaugondry (Tévenon)                         | Weiler             | ISOS 4377 | 2011           | Q668799      |
| Vaulion                                     | verstädtertes Dorf | ISOS 4618 | 2011           | Q70665       |
| Vernand-Dessus (Lausanne)                   | Spezialfall        | ISOS 4416 | 2012           | Q3555948     |
| Vers-l’Eglise (Ormont-Dessus)               | Weiler             | ISOS 4278 | 2013           | Q56273625    |
| Vevey                                       | Stadt              | ISOS 4782 | 2012           | Q68160       |
| Veyges (Leysin)                             | Weiler             | ISOS 4280 | 2013           | Q56273596    |
| Villarzel                                   | Dorf               | ISOS 4701 | 2011           | Q70591       |
| Villas Dubochet (Montreux)                  | Spezialfall        | ISOS 4783 | 2013           | Q19951325    |
| Villeneuve                                  | Kleinstadt/Flecken | ISOS 4283 | 2013           | Q69972       |
| Vinzel                                      | Weiler             | ISOS 4755 | 2012           | Q68651       |
| Vufflens-la-Ville                           | Dorf               | ISOS 4360 | 2012           | Q70540       |
| Vufflens-le-Château                         | Spezialfall        | ISOS 4505 | 2012           | Q69445       |
| Vullierens                                  | Dorf               | ISOS 4506 | 2012           | Q68636       |
| Yens                                        | Dorf               | ISOS 4507 | 2012           | Q68642       |
| Yverdon-les-Bains                           | Stadt              | ISOS 5901 | 2012           | Q63946       |
| Yvorne/Vers Morey (Yvorne)                  | Dorf               | ISOS 4285 | 2013           | Q22653162    |

### Wallis
101 ISOS-Ortsbilder von nationaler Bedeutung im Kanton Wallis

Schützenswerte Ortsbilder des Kantons Wallis auf Wikimedia Commons

| Objekt                                    | Typ                | ISOS- ID  | Aufnahme- jahr | Wikidata- ID |
| ----------------------------------------- | ------------------ | --------- | -------------- | ------------ |
| Albinen                                   | Dorf               | ISOS 4786 | 1997           | Q69889       |
| Ammere/Gadme/Wiler (Blitzingen)           | Weiler             | ISOS 4788 | 1995           | Q56243618    |
| Ayer                                      | Dorf               | ISOS 4797 | 1996           | Q212308      |
| Barmüli (Visperterminen)                  | Weiler             | ISOS 5849 | 1997           | Q132763911   |
| Bidermatten (Saas-Balen)                  | Weiler             | ISOS 4808 | 1996           | Q56245057    |
| Biel (Grafschaft)                         | Dorf               | ISOS 4809 | 1995           | Q667757      |
| Bitzinen (Visperterminen)                 | Weiler             | ISOS 4819 | 1996           | Q132766263   |
| Blatten                                   | Dorf               | ISOS 4820 | 1996           | Q134620398   |
| Blatten (Naters)                          | Dorf               | ISOS 4821 | 1996           | Q882164      |
| Bodma (Bellwald)                          | Weiler             | ISOS 4825 | 1998           | Q56243599    |
| Bodmen (Blitzingen)                       | Weiler             | ISOS 4826 | 1996           | Q889871      |
| Bodmen (Mund)                             | Dorf               | ISOS 4828 | 1995           | Q56244926    |
| Bourg-Saint-Pierre                        | Kleinstadt/Flecken | ISOS 4831 | 1995           | Q70157       |
| Bramois (Sion)                            | Dorf               | ISOS 4834 | 1996           | Q1652215     |
| Branson (Fully)                           | Weiler             | ISOS 4835 | 1996           | Q2923853     |
| Brig (Brig-Glis)                          | Stadt              | ISOS 4840 | 1996           | Q15582       |
| Bruson (Bagnes)                           | Dorf               | ISOS 4844 | 1995           | Q56243595    |
| Burge (Törbel)                            | Weiler             | ISOS 4847 | 1996           | Q56348728    |
| Châble, Le (Bagnes)                       | Dorf               | ISOS 4850 | 1995           | Q3221357     |
| Commeire (Orsières)                       | Weiler             | ISOS 4876 | 1995           | Q56245056    |
| Conthey-Bourg/Saint-Séverin (Conthey)     | Spezialfall        | ISOS 4878 | 1997           | Q132798533   |
| Eggen (Betten)                            | Weiler             | ISOS 4899 | 1995           | Q132801698   |
| Eggen (Simplon)                           | Weiler             | ISOS 4900 | 1996           | Q56245060    |
| Eischoll                                  | Dorf               | ISOS 4903 | 1997           | Q70391       |
| Eisten                                    | Dorf               | ISOS 4905 | 1996           | Q67088       |
| Eisten (Blatten)                          | Weiler             | ISOS 4906 | 1996           | Q132802189   |
| Ernen                                     | Dorf               | ISOS 4915 | 1996           | Q70347       |
| Erschmatt                                 | Dorf               | ISOS 4917 | 1997           | Q68667       |
| Evionnaz                                  | Dorf               | ISOS 4920 | 1997           | Q70163       |
| Evolène                                   | Dorf               | ISOS 4921 | 1996           | Q69551       |
| Fäld (Binn)                               | Weiler             | ISOS 4924 | 1996           | Q1478824     |
| Feld (Törbel)                             | Weiler             | ISOS 4928 | 1996           | Q56348989    |
| Feschel (Guttet-Feschel)                  | Dorf               | ISOS 4930 | 1997           | Q2547840     |
| Finhaut                                   | Spezialfall        | ISOS 4934 | 1996           | Q68877       |
| Fontenelle (Bagnes)                       | Weiler             | ISOS 4940 | 1995           | Q56243598    |
| Geschinen                                 | Dorf               | ISOS 4951 | 1996           | Q1517798     |
| Gletsch (Oberwald)                        | Spezialfall        | ISOS 4953 | 1996           | Q637705      |
| Gluringen (Reckingen-Gluringen)           | Dorf               | ISOS 4955 | 1996           | Q1532367     |
| Goppisberg (Riederalp)                    | Dorf               | ISOS 4958 | 1995           | Q13646103    |
| Grand-Saint-Bernard (Bourg-Saint-Pierre)  | Spezialfall        | ISOS 4961 | 1995           | Q623424      |
| Greich (Riederalp)                        | Dorf               | ISOS 4965 | 1996           | Q1958369     |
| Grengiols                                 | Dorf               | ISOS 4966 | 1998           | Q67332       |
| Grimentz                                  | Dorf               | ISOS 4967 | 1996           | Q869551      |
| Haudères, Les (Evolène)                   | Dorf               | ISOS 4974 | 1998           | Q1820530     |
| Hérémence                                 | Dorf               | ISOS 4978 | 1998           | Q69553       |
| Isérables                                 | Dorf               | ISOS 4984 | 1997           | Q69577       |
| Kippel                                    | Dorf               | ISOS 4988 | 1996           | Q67691       |
| Lana (Evolène)                            | Weiler             | ISOS 4991 | 1996           | Q1148086     |
| Lens                                      | Dorf               | ISOS 4993 | 1996           | Q70361       |
| Leuk                                      | Kleinstadt         | ISOS 4994 | 1997           | Q69590       |
| Liddes                                    | Dorf               | ISOS 4999 | 1995           | Q68899       |
| Mâche/Mâchette (Hérémence)                | Weiler             | ISOS 5008 | 1998           | Q56244927    |
| Martigny-Bourg (Martigny)                 | Kleinstadt         | ISOS 5012 | 1998           | Q15834157    |
| Martigny-Ville (Martigny)                 | Stadt              | ISOS 5013 | 1998           | Q15834158    |
| Mase                                      | Dorf               | ISOS 5015 | 1996           | Q662273      |
| Médières (Bagnes)                         | Dorf               | ISOS 5020 | 1995           | Q56243596    |
| Miéville (Vernayaz)                       | Weiler             | ISOS 5023 | 1995           | Q56245058    |
| Mühlebach                                 | Dorf               | ISOS 5035 | 1996           | Q1958399     |
| Münster                                   | Dorf               | ISOS 5037 | 1996           | Q668125      |
| Naters                                    | verstädtertes Dorf | ISOS 5039 | 1996           | Q67040       |
| Neubrück (Stalden)                        | Spezialfall        | ISOS 5041 | 1997           | Q56245061    |
| Niedergesteln                             | Dorf               | ISOS 5045 | 1997           | Q70161       |
| Niederhäusern (Visperterminen)            | Weiler             | ISOS 5046 | 1996           | Q56245062    |
| Niederwald                                | Dorf               | ISOS 5047 | 1996           | Q70357       |
| Obergesteln                               | Dorf               | ISOS 5051 | 1996           | Q662541      |
| Oberstalden (Visperterminen)              | Weiler             | ISOS 5053 | 1996           | Q56245064    |
| Pinsec (Saint-Jean)                       | Weiler             | ISOS 5059 | 1996           | Q3388822     |
| Plan Cerisier (Martigny-Combe)            | Spezialfall        | ISOS 5062 | 1995           | Q56244930    |
| Rarner Chumma (Raron)                     | Weiler             | ISOS 5078 | 1996           | Q56245066    |
| Raron                                     | Dorf               | ISOS 5079 | 1997           | Q69786       |
| Reckingen                                 | Dorf               | ISOS 5083 | 1996           | Q1647831     |
| Ritzingen (Grafschaft)                    | Dorf               | ISOS 5095 | 1995           | Q915427      |
| Saillon                                   | Kleinstadt         | ISOS 5105 | 1996           | Q70710       |
| Saint-Gingolph                            | Spezialfall        | ISOS 5107 | 1997           | Q70528       |
| Saint-Jean                                | Dorf               | ISOS 5108 | 1996           | Q15881638    |
| Saint-Maurice                             | Kleinstadt         | ISOS 5112 | 1997           | Q69545       |
| Saint-Pierre-de-Clages (Chamoson)         | Dorf               | ISOS 5113 | 1997           | Q455708      |
| Sarreyer (Bagnes)                         | Dorf               | ISOS 5119 | 1995           | Q56243597    |
| Schmidighischere (Binn)                   | Dorf               | ISOS 5123 | 1996           | Q2246229     |
| Selkingen (Grafschaft)                    | Dorf               | ISOS 5124 | 1995           | Q2158929     |
| Sembrancher                               | Kleinstadt         | ISOS 5125 | 1995           | Q70101       |
| Sierre                                    | Spezialfall        | ISOS 5127 | 1998           | Q68297       |
| Simplon Dorf (Simplon)                    | Dorf               | ISOS 5129 | 1996           | Q56245059    |
| Simplon Pass (Simplon)                    | Spezialfall        | ISOS 5130 | 1996           | Q471166      |
| Sion                                      | Stadt              | ISOS 5131 | 1998           | Q68136       |
| Stalden                                   | Dorf               | ISOS 5138 | 1997           | Q68460       |
| Törbel                                    | Dorf               | ISOS 5147 | 1996           | Q68469       |
| Trétien, Le (Salvan)                      | Weiler             | ISOS 5150 | 1997           | Q3227918     |
| Turtig/Wandfluh (Bürchen/Raron/Unterbäch) | Spezialfall        | ISOS 5155 | 1998           | Q133539794   |
| Turtmann                                  | Dorf               | ISOS 5156 | 1997           | Q70054       |
| Ulrichen                                  | Dorf               | ISOS 5157 | 1996           | Q662247      |
| Unterstalden (Visperterminen)             | Weiler             | ISOS 5166 | 1996           | Q56245063    |
| Vens (Vollèges)                           | Weiler             | ISOS 5172 | 1995           | Q56245089    |
| Venthône                                  | Dorf               | ISOS 5173 | 1996           | Q70315       |
| Vionnaz                                   | Dorf               | ISOS 5191 | 1997           | Q69549       |
| Visp                                      | Kleinstadt/Flecken | ISOS 5192 | 1996           | Q64147       |
| Vissoie                                   | Dorf               | ISOS 5194 | 1996           | Q689112      |
| Vollèges                                  | Dorf               | ISOS 5195 | 1995           | Q70034       |
| Vouvry                                    | Dorf               | ISOS 5196 | 1997           | Q68889       |
| Wasen (Bitsch)                            | Weiler             | ISOS 5198 | 1995           | Q56243615    |
| Weissenried (Blatten)                     | Weiler             | ISOS 5200 | 1996           | Q133042741   |

### Zug
14 ISOS-Ortsbilder von nationaler Bedeutung im Kanton Zug

Schützenswerte Ortsbilder des Kantons Zug auf Wikimedia Commons

| Objekt                                                         | Typ                | ISOS- ID  | Aufnahme- jahr | Wikidata- ID |
| -------------------------------------------------------------- | ------------------ | --------- | -------------- | ------------ |
| Berchtwil (Risch)                                              | Weiler             | ISOS 5219 | 2000           | Q56245306    |
| Brettigen/Schwand, Hofsiedlungslandschaft (Menzingen, Neuheim) | Spezialfall        | ISOS 5228 | 2000           | Q56332064    |
| Cham                                                           | Verstädtertes Dorf | ISOS 5217 | 1999           | Q69235       |
| Frauenthal, Kloster (Cham)                                     | Spezialfall        | ISOS 5221 | 2000           | Q1565418     |
| Gubel, Kloster (Menzingen)                                     | Spezialfall        | ISOS 5222 | 2000           | Q56245305    |
| Lorzenweid, Fabrikanlage (Cham)                                | Spezialfall        | ISOS 5223 | 2000           | Q29929850    |
| Meisterswil/Talacher (Hünenberg)                               | Weiler             | ISOS 5220 | 2000           | Q56245303    |
| Neuägeri, Innere Spinnerei (Unterägeri)                        | Spezialfall        | ISOS 5224 | 2000           | Q133115138   |
| Niederwil (Cham)                                               | Dorf               | ISOS 5218 | 2000           | Q56245302    |
| Risch/Buonas, Ufersiedlungslandschaft (Risch)                  | Spezialfall        | ISOS 5229 | 2000           | Q56331883    |
| Schönfels/Felsenegg, ehemalige Hotelanlagen (Zug)              | Spezialfall        | ISOS 5226 | 2000           | Q29932435    |
| Spinnerei an der Lorze (Baar)                                  | Spezialfall        | ISOS 5227 | 2000           | Q29929827    |
| St. Wolfgang/Wart (Hünenberg)                                  | Spezialfall        | ISOS 5225 | 2000           | Q2323763     |
| Zug                                                            | Stadt              | ISOS 5216 | 2000           | Q68144       |

### Zürich
73 ISOS-Ortsbilder von nationaler Bedeutung im Kanton Zürich

Schützenswerte Ortsbilder des Kantons Zürich auf Wikimedia Commons

| Objekt                                                    | Typ                | ISOS- ID  | Aufnahme- jahr | Wikidata- ID |
| --------------------------------------------------------- | ------------------ | --------- | -------------- | ------------ |
| Aatal (Seegräben, Uster, Wetzikon)                        | Spezialfall        | ISOS 5264 | 2012           | Q303730      |
| Andelfingen                                               | Dorf               | ISOS 5279 | 2013           | Q68423       |
| Aumüli (Stallikon)                                        | Spezialfall        | ISOS 5284 | 2011           | Q56285095    |
| Bachs                                                     | Dorf               | ISOS 5290 | 2012           | Q70273       |
| Bauma                                                     | Verstädtertes Dorf | ISOS 5296 | 2012           | Q67145       |
| Benken                                                    | Dorf               | ISOS 5300 | 2013           | Q70171       |
| Berg am Irchel                                            | Dorf               | ISOS 5303 | 2013           | Q65781       |
| Bülach                                                    | Kleinstadt/Flecken | ISOS 5332 | 2013           | Q9093        |
| Burg (Meilen)                                             | Weiler             | ISOS 5333 | 2011           | Q56284660    |
| Dägerlen                                                  | Weiler             | ISOS 5344 | 2012           | Q68437       |
| Dürstelen (Hittnau)                                       | Weiler             | ISOS 5360 | 2012           | Q1272256     |
| Eglisau                                                   | Kleinstadt/Flecken | ISOS 5367 | 2012           | Q69175       |
| Elgg                                                      | Kleinstadt/Flecken | ISOS 5372 | 2012           | Q67137       |
| Ellikon am Rhein (Marthalen)                              | Weiler             | ISOS 5373 | 2013           | Q56284280    |
| Feldbach/Schirmensee (Hombrechtikon)                      | Spezialfall        | ISOS 5387 | 2011           | Q56284756    |
| Flaach                                                    | Dorf               | ISOS 5394 | 2013           | Q70367       |
| Freudwil (Uster)                                          | Weiler             | ISOS 5398 | 2012           | Q16937504    |
| Girsberg (Waltalingen)                                    | Weiler             | ISOS 5412 | 2013           | Q56284667    |
| Glattfelden                                               | Dorf               | ISOS 5414 | 2012           | Q68399       |
| Greifensee                                                | Kleinstadt/Flecken | ISOS 5422 | 2012           | Q64882       |
| Grossholz/Grüt (Mettmenstetten)                           | Weiler             | ISOS 5424 | 2010           | Q56284661    |
| Grundhof/Mörsburg (Winterthur)                            | Weiler             | ISOS 5425 | 2012           | Q56284669    |
| Grüningen                                                 | Kleinstadt/Flecken | ISOS 5426 | 2012           | Q67120       |
| Guntalingen (Waltalingen)                                 | Dorf               | ISOS 5431 | 2013           | Q56282791    |
| Hauptikon (Kappel am Albis)                               | Dorf               | ISOS 5441 | 2010           | Q1589491     |
| Hermatswil (Pfäffikon)                                    | Weiler             | ISOS 5449 | 2012           | Q1613469     |
| Hinteruttenberg (Knonau)                                  | Weiler             | ISOS 5463 | 2010           | Q56284279    |
| Horgen                                                    | Verstädtertes Dorf | ISOS 5474 | 2011           | Q68286       |
| Hausen/Schloss Widen (Ossingen)                           | Weiler             | ISOS 5482 | 2013           | Q56284664    |
| Husertal (Hausen am Albis)                                | Weiler             | ISOS 5483 | 2010           | Q1638916     |
| Kappel/Näfenhüser (Kappel am Albis)                       | Spezialfall        | ISOS 5496 | 2010           | Q56284777    |
| Kemptthal (Lindau)                                        | Spezialfall        | ISOS 6213 | 2012           | Q22377938    |
| Kirch Dinhard (Dinhard)                                   | Dorf               | ISOS 5503 | 2012           | Q56282787    |
| Kyburg                                                    | Dorf               | ISOS 5510 | 2012           | Q65779       |
| Laufen, Schloss (Laufen-Uhwiesen)                         | Spezialfall        | ISOS 5518 | 2013           | Q678484      |
| Lützelsee (Hombrechtikon)                                 | Weiler             | ISOS 5528 | 2011           | Q56284275    |
| Marthalen                                                 | Dorf               | ISOS 5531 | 2013           | Q67213       |
| Maschwanden                                               | Dorf               | ISOS 5532 | 2010           | Q64977       |
| Meilen                                                    | Verstädtertes Dorf | ISOS 5534 | 2011           | Q68261       |
| Mülenen (Richterswil)                                     | Spezialfall        | ISOS 5544 | 2010           | Q56284783    |
| Mutzmalen (Stäfa)                                         | Weiler             | ISOS 5547 | 2011           | Q692866      |
| Neuthal (Bäretswil)                                       | Spezialfall        | ISOS 5556 | 2012           | Q1669528     |
| Oberrifferswil (Rifferswil)                               | Dorf               | ISOS 5591 | 2010           | Q56282789    |
| Oberstammheim                                             | Dorf               | ISOS 5597 | 2013           | Q67902       |
| Ossingen                                                  | Dorf               | ISOS 5611 | 2013           | Q68393       |
| Otelfingen                                                | Dorf               | ISOS 5612 | 2013           | Q66156       |
| Pfäffikon                                                 | Verstädtertes Dorf | ISOS 5616 | 2012           | Q68269       |
| Rafz                                                      | Dorf               | ISOS 5620 | 2012           | Q66457       |
| Regensberg                                                | Kleinstadt/Flecken | ISOS 5624 | 2013           | Q70197       |
| Rheinau                                                   | Spezialfall        | ISOS 5628 | 2013           | Q67534       |
| Rheinsfelden, Kraftwerk Eglisau-Glattfelden (Glattfelden) | Spezialfall        | ISOS 6206 | 2012           | Q1422263     |
| Richterswil                                               | Verstädtertes Dorf | ISOS 5629 | 2010           | Q68227       |
| Rudolfingen (Trüllikon)                                   | Dorf               | ISOS 5648 | 2013           | Q22699198    |
| Rüti mit Untertann (Rüti, Dürnten)                        | Verstädtertes Dorf | ISOS 5654 | 2012           | Q56284781    |
| Schlieren, Gaswerk (Schlieren)                            | Spezialfall        | ISOS 5666 | 2013           | Q56284709    |
| Schipf mit Seeuferhang, Landgut (Herrliberg, Erlenbach)   | Spezialfall        | ISOS 5662 | 2011           | Q56284697    |
| Seegräben                                                 | Dorf               | ISOS 5681 | 2012           | Q67310       |
| Stadel                                                    | Dorf               | ISOS 5694 | 2012           | Q67907       |
| Stäfa                                                     | Verstädtertes Dorf | ISOS 6210 | 2011           | Q69774       |
| Teufen, Schloss (Freienstein-Teufen)                      | Spezialfall        | ISOS 6212 | 2012           | Q133512750   |
| Tüfenbach (Hausen am Albis)                               | Weiler             | ISOS 5718 | 2010           | Q56284272    |
| Uetikon, Chemische Fabrik (Uetikon am See)                | Spezialfall        | ISOS 6211 | 2011           | Q29574256    |
| Unterstammheim                                            | Dorf               | ISOS 5743 | 2013           | Q67937       |
| Uster                                                     | Verstädtertes Dorf | ISOS 5745 | 2012           | Q64032       |
| Wald                                                      | Verstädtertes Dorf | ISOS 5751 | 2012           | Q67272       |
| Waltalingen                                               | Dorf               | ISOS 5754 | 2013           | Q67302       |
| Wasterkingen                                              | Dorf               | ISOS 5760 | 2012           | Q67882       |
| Wellenau (Bauma)                                          | Weiler             | ISOS 5767 | 2012           | Q56188951    |
| Wiesendangen                                              | Dorf               | ISOS 5776 | 2012           | Q64853       |
| Wilen bei Neunforn (Neunforn TG, Oberstammheim ZH)        | Weiler             | ISOS 3705 | 2007           | Q15854417    |
| Winterthur                                                | Stadt              | ISOS 5791 | 2013           | Q9125        |
| Wissenbach (Mettmenstetten)                               | Weiler             | ISOS 5765 | 2010           | Q56284663    |
| Zürich                                                    | Stadt              | ISOS 5800 | 2014           | Q72          |

Anmerkung: Orte in Klammer bezeichnen lediglich die politische Gemeinde.